# Batalla de Waterloo

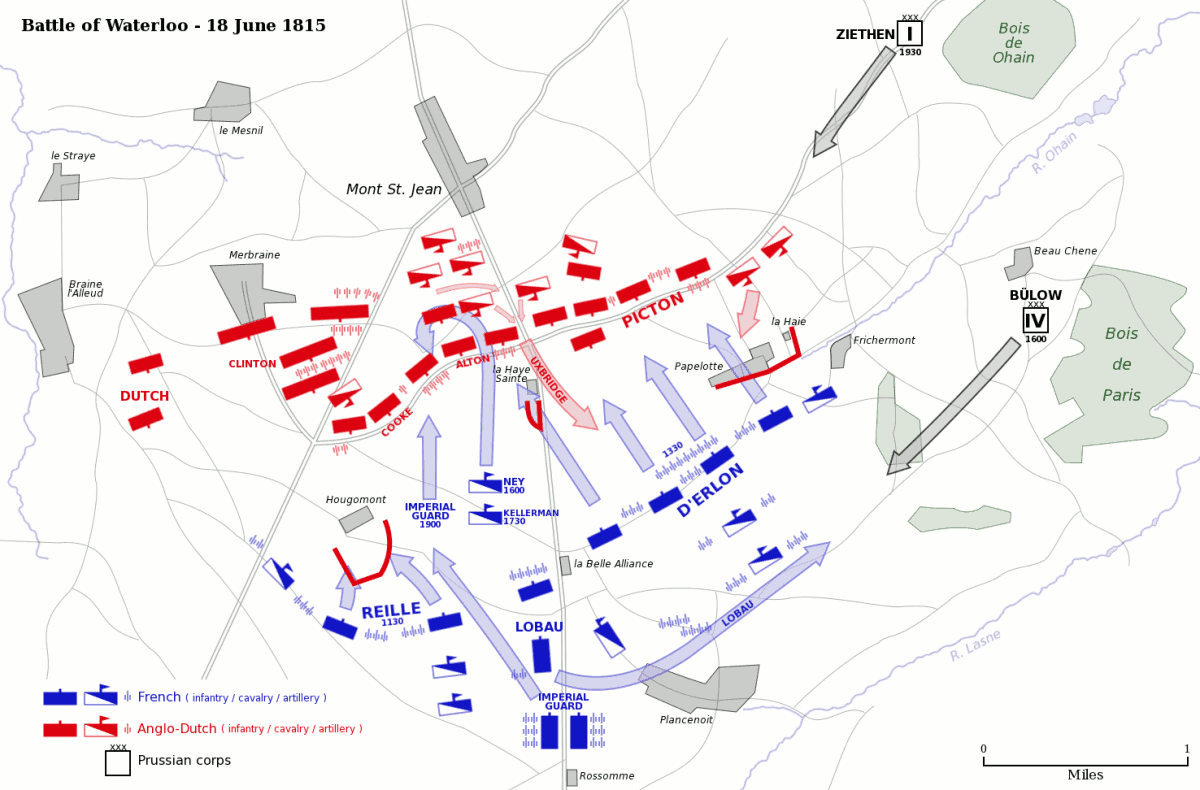
Mapa de conjunto de la batalla de Waterloo.

La batalla de Waterloo fue un combate que tuvo lugar el 18 de junio de 1815 en las proximidades de Waterloo, una localidad de la Bélgica actual situada a unos veinte kilómetros al sur de Bruselas. 
Se enfrentaron por un lado el ejército francés, al mando del emperador Napoleón Bonaparte, y por otro, las tropas británicas, neerlandesas y alemanas dirigidas por el duque de Wellington junto con el ejército prusiano del mariscal von Blücher. El resultado fue una derrota incontestable y definitiva de las fuerzas napoleónicas que determinó el final del primer Imperio francés, y la prisión definitiva de Napoleón en la distante isla de santa Elena hasta su muerte.
Tras la vuelta del emperador de su encierro en la isla de Elba, dio inicio el periodo conocido como los «Cien Días», en que hubo de enfrentarse a una nueva alianza de potencias europeas opuestas a él: la Séptima Coalición. Para confrontarlas, Napoleón decidió invadir lo que entonces se conocía como los Países Bajos, lugar de reunión de las tropas de la coalición. La breve campaña militar resultante —duró solo cinco días— significó el final definitivo de las guerras napoleónicas. 
Además de la batalla de Waterloo propiamente dicha, forman parte de la campaña de Waterloo todos los combates entablados desde los primeros encuentros entre las tropas francesas con los destacamentos prusianos el 15 de junio hasta la retirada final del ejército francés el día 18, en particular las batallas de Ligny y Quatre Bras (celebradas a la vez el 16 de junio), y Wavre (celebrada simultáneamente a la Waterloo el 18 de junio).
Waterloo es tal vez la batalla sobre la que más se ha escrito y estudiado, y la que más ha generado controversias, desinformaciones y revisiones a través del tiempo. Determinó el fin de la era de la Revolución francesa, de cuyos ideales el imperio napoleónico fue el gran difusor a los demás países europeos, cimentando, pese a la derrota militar, las bases de igualdad y meritocracia que permean la posterior historia europea a lo largo del siglo XIX.

## Antecedentes

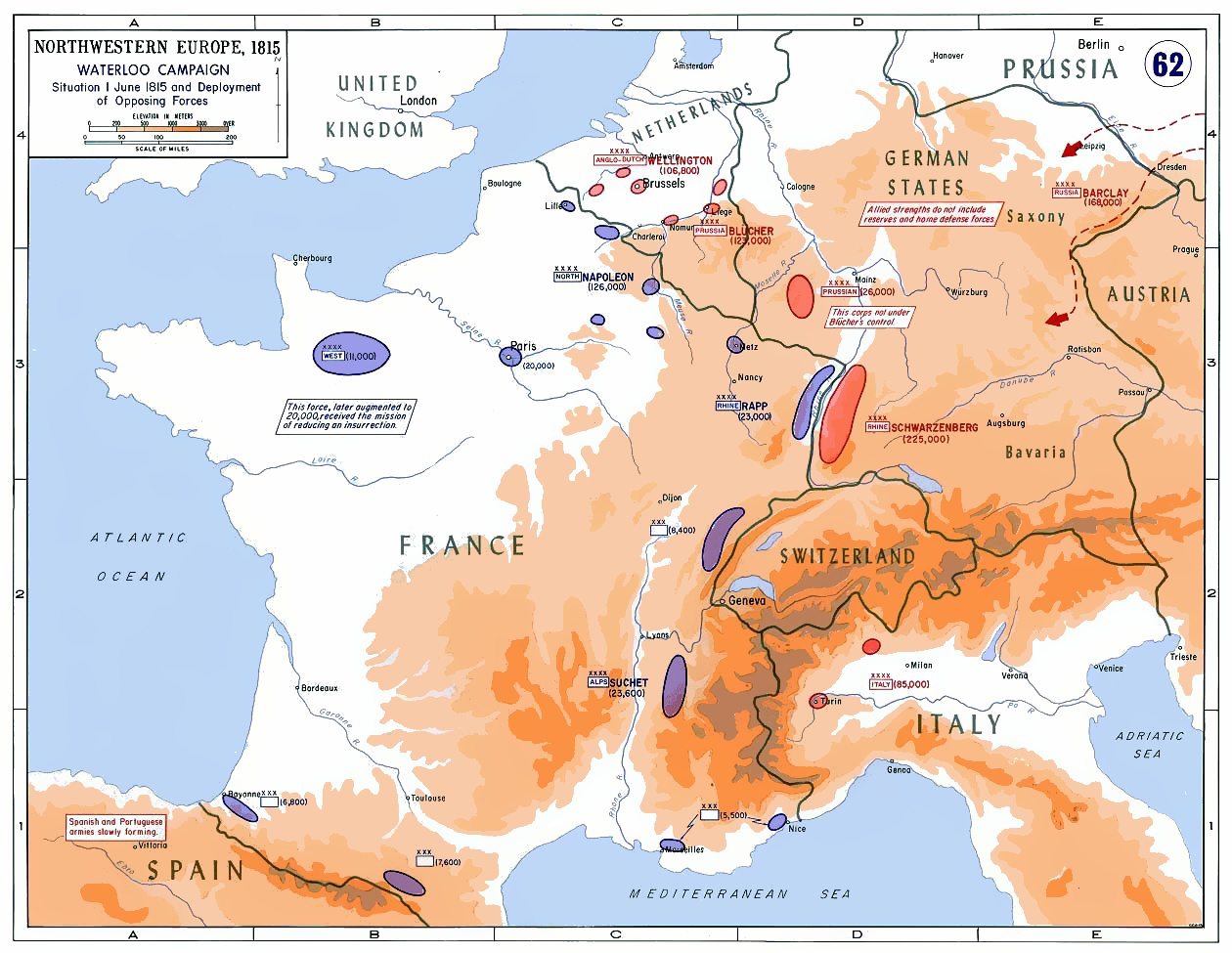
Situación estratégica de Europa Occidental en 1815: franceses se enfrentaron a unos soldados enemigos en cuatro frentes.

El 26 de febrero de 1815 Napoleón Bonaparte logra escapar de la isla de Elba, donde se encontraba exiliado, tras enterarse por varios medios del descontento que reinaba entre los franceses con el gobierno del rey Luis XVIII, sostenido por las potencias aliadas. Napoleón manifestó que no tenía intención de iniciar acciones bélicas y que su retorno era en son de paz. Escribió a cada uno de los monarcas aliados una carta ofreciendo términos conciliatorios como base para la paz, renunciando al control de Italia, Alemania, Polonia y los Países Bajos, entre otras cosas. 
El 13 de marzo siguiente, al enterarse de la noticia, el Congreso de Viena, que se encontraba reunido aún, lo declara proscrito y decide formar  una nueva alianza contra él, la Séptima Coalición en la cual Austria, Gran Bretaña, Prusia y Rusia debían aportar cada una un ejército de 150 000 efectivos para atacarlo.
Napoleón, en una marcha memorable desde Grenoble durante la que no se derramó sangre, y en la que los contingentes militares enviados por el rey a arrestarle acabaron uniéndosele a él uno tras otro, llega una semana después a París. Allí recibe de nuevo el apoyo del pueblo. También acuden a él todos los oficiales y soldados de la Grande Armée. Ante tal situación, el rey Luis XVIII huye a Gante y Napoleón se ve proclamado por segunda vez emperador, aunque con poderes constitucionales más limitados.
La nueva coalición empezó a desplegarse en los Países Bajos, en donde ya se encontraban el ejército anglo-holandés de Wellington y el prusiano de Blücher. Napoleón decide atacarlos allí, consciente de la necesidad de contenerles antes de que pudieran unírseles los ejércitos de Austria y Rusia. El 12 de junio en la madrugada salió de París hacia el norte, con el fin de tomar el mando del ejército y reforzarse ante la coalición con la toma de Bruselas.

## La invasión de los Países Bajos
La causa principal por la que Napoleón optó por una estrategia ofensiva fue por los positivos efectos que un éxito repentino podría producir. Por un lado, una victoria aplastante lograría derruir la determinación de los aliados. Por otro lado, la derrota de la coalición atraería con toda seguridad una revolución a su favor en Bélgica, donde tenía muchos partidarios, que le proporcionaría a su vez una nueva cantera de reclutamiento. Además quizá acentuara el declive militar de Wellington, que podría provocar el final del gobierno tory de lord Liverpool e instaurar uno nuevo de los whigs, que tal vez serían más proclives a firmar la paz. Por último, le serviría para ganar tiempo y concentrar un ejército que hiciera frente a los esperados y temidos ejércitos austriaco y ruso.
Pero lo que inclinó definitivamente la balanza hacia la invasión era las conocidas discrepancias políticas entre Gran Bretaña y Prusia. De hecho, debido a estas discrepancias, cada uno de los ejércitos tenía sus propias líneas de comunicaciones, en lugar de una compartida. La línea de los británicos se dirigía hacia el oeste, partiendo de Bruselas, pasando por Ninove y Alost, hasta llegar a Ostende y el Canal de la Mancha. La de los prusianos se dirigía hacia el este, saliendo de Lieja y adentrándose en Alemania. Un ataque repentino podía obligar a uno de los bandos a retirarse siguiendo su propia línea de comunicaciones. Si Napoleón aprovechaba la brecha que los separaba, que al comienzo de la invasión era ya de 75 kilómetros (distancia entre ambos cuarteles generales), podría aislar a cualquiera de los dos y atacarlos por separado, pues era claro que ninguno de los dos ejércitos por sí mismo sería capaz de valerse contra la poderosa Armée du Nord francesa: un ejército rápido, poderoso, con unas tropas experimentadas y con sed de venganza, y dirigidas por uno de los mejores estrategas de la historia militar. 
Sin embargo, hay que agregar que, a pesar de las discrepancias políticas, los mandos, oficiales y agregados de los dos ejércitos aliados en los Países Bajos mantenían una estrecha cooperación y comunicación. Hubo algunas conferencias entre los dos estados mayores en las cuales se discutió un plan de acción conjunto para hacer frente a una invasión francesa de Bélgica. Tal cooperación fue evidente en los días que siguieron a la entrada de los franceses en el territorio belga. Entrada que fue fruto de una movilización comenzada el 6 de junio, y de una toma de posiciones en Bélgica a partir del 14 de junio.

## Primeros movimientos

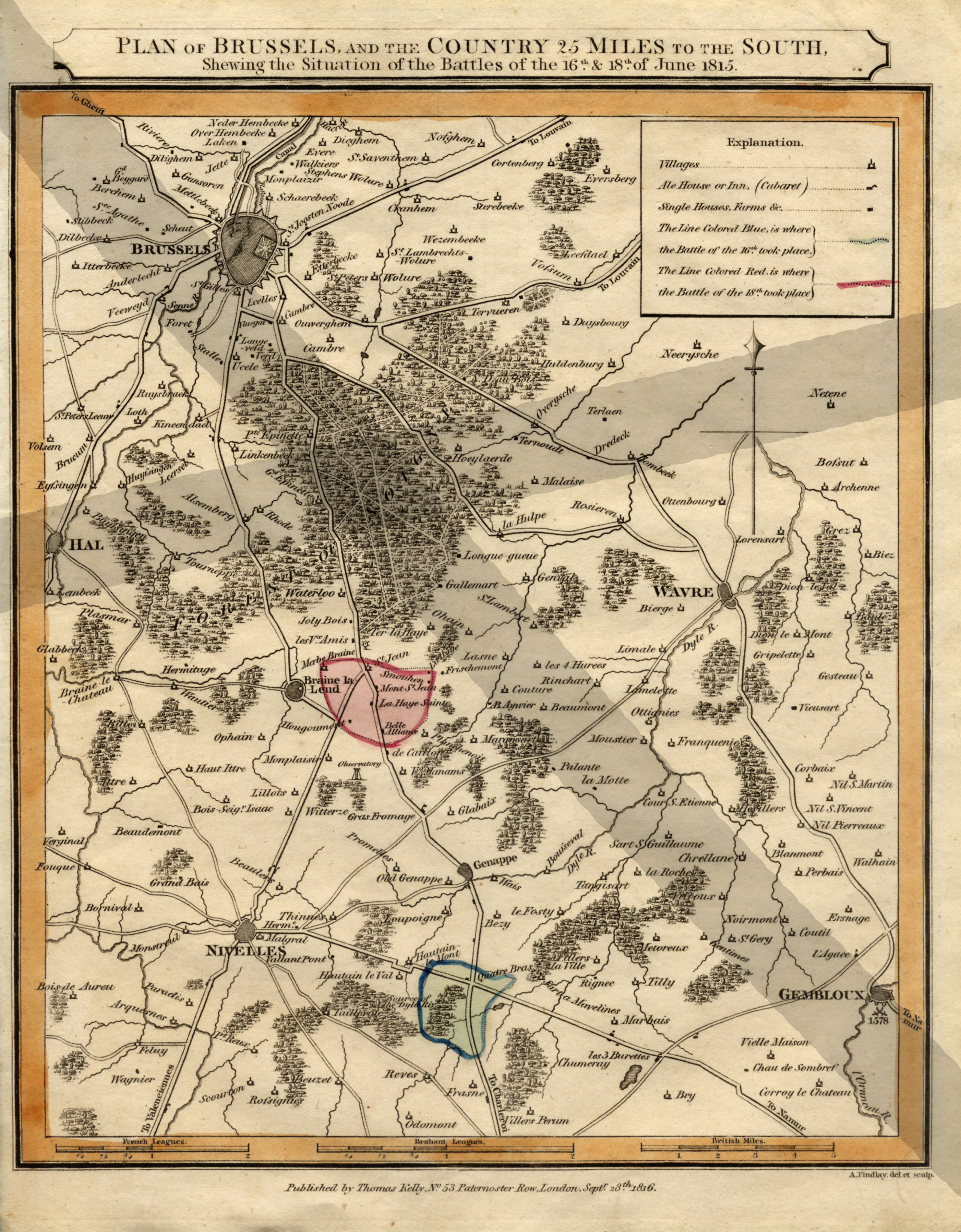
Mapa de la zona de Bélgica en la que tuvo lugar la batalla, marcada en color rojo.

A las nueve de la mañana del 15 de  junio, la columna francesa del general Reille, del II cuerpo, la única que alcanzó su posición sin retrasos en el cruce de Marchiennes, se topó con los destacamentos del cuerpo prusiano del teniente-general Zieten, que opusieron tal resistencia que no lograron ser desalojados hasta el mediodía.
A las 15 horas, el III cuerpo francés llega a Charleroi, donde se encuentran ahora las tropas de Zieten. Debido a un error en el despliegue de dicho cuerpo, la caballería del general Pajol carece de apoyo de la infantería en esta localidad, por lo que el emperador se ve obligado a acudir él mismo con un destacamento de la Guardia para expulsar a los prusianos de la ciudad y garantizar el control de los puentes del río Sambre.
Mientras, el IV cuerpo francés, que había sido desviado hacia los puentes de Châtelet, sufre un imprevisto: el general que iba en cabeza, Bourmont, deserta, sembrando la duda y la confusión en su división y en el mando del IV cuerpo, y revelando los planes operativos del ejército francés al mando prusiano.
De todos modos, pese a los retrasos y otros inconvenientes, durante la tarde del 15 de junio prácticamente todas las tropas francesas ocupaban ya sus posiciones prefijadas tras cruzar el río Sambre. El ala izquierda —compuesta por los cuerpos I y II, el III cuerpo de caballería y la caballería ligera de la Guardia Imperial— se dirigía hacia el cruce de caminos conocido como Les Quatre Bras, y el ala derecha —compuesta por los cuerpos III y IV— se situaba en Charleroi con sus avanzadas apuntado hacia Fleurus. Ambas alas eran seguidas por la reserva —compuesta por el resto de la Guardia Imperial, el VI cuerpo y el IV cuerpo de caballería—.
Solo hasta muy tarde, en la noche del 15 de junio, Wellington estuvo seguro de que Charleroi era el objetivo del ataque francés. Avanzada la noche, en las primeras horas del 16 de junio, en el baile de la duquesa de Richmond en Bruselas, recibió Wellington un despacho del príncipe de Orange que le sorprendió por la velocidad del avance de Napoleón. Se apresuró a ordenar a su ejército que se concentrara en el cruce de Quatre Bras, en vez de en Nivelles, donde el príncipe de Orange, con la brigada del príncipe Bernardo de Sajonia-Weimar, mantenía una posición frágil contra los soldados del ala izquierda del mariscal francés Ney. 
El príncipe Bernardo y el general Perponcher estaban, según todos los informes, mejor informados del avance francés que otros oficiales aliados, y sus iniciativas posteriores para mantener la posición en el cruce de caminos resultaron vitales para el resultado final. El general Constant de Rebeque, comandante de una de las brigadas neendarlesas, desobedeció las órdenes previas de Wellington de marchar hacia la zona de concentración elegida previamente alrededor de Nivelles, y decidió mantener el cruce y enviar mensajes urgentes al príncipe de Orange y a Perponcher durante la mañana del 16. Este hecho muestra lo poco que Wellington creía en un rápido avance francés hacia Bruselas. No creía mucho en la información reciente que le proporcionó el general Dörnberg, uno de sus oficiales de inteligencia, que le advirtió acerca de numerosos puestos de avanzada franceses al sur de Charleroi. Tampoco daba crédito a algunos informes enviados por la inteligencia del I cuerpo prusiano. Si estos dos generales hubieran obedecido sus órdenes, Quatre-Bras con toda probabilidad habría caído en manos de los franceses, dándoles tiempo para apoyar el ataque de Napoleón contra los prusianos en el área de Sombreffe a través de una carretera rápida y adoquinada, y la historia de la campaña habría sido claramente distinta.

## Quatre Bras y Ligny

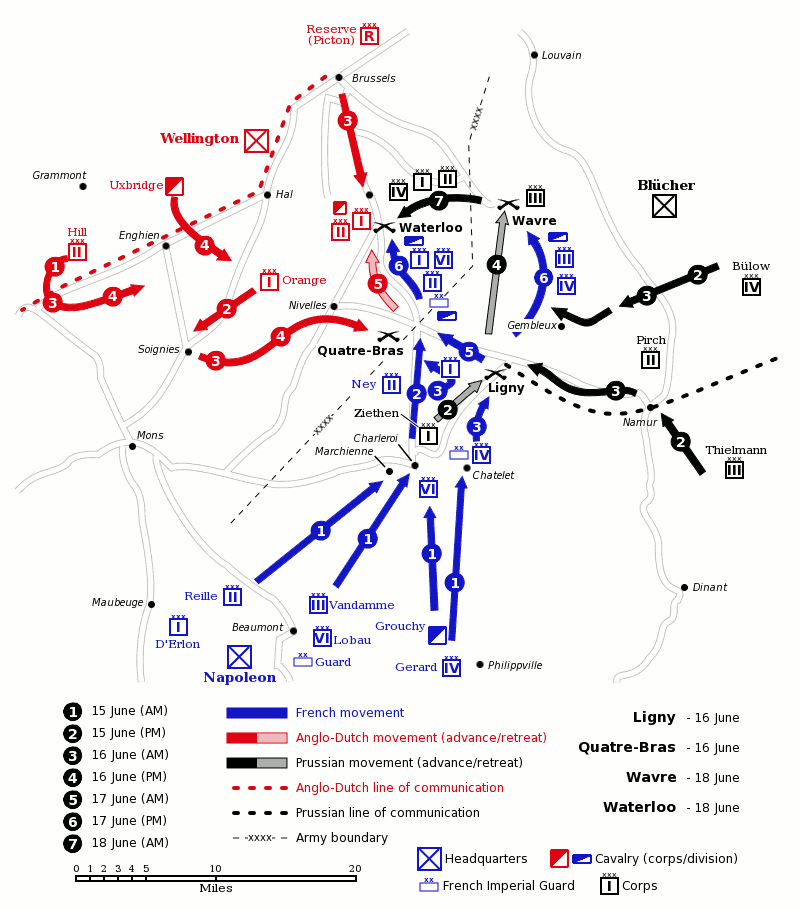

En la aldea de Quatre Bras, a mediodía del 16 de junio, se produjeron los primeros enfrentamientos entre las tropas anglo-holandesas de Wellington y el ala izquierda del ejército francés, al mando del mariscal Ney, en lo que se conoce como batalla de Quatre Bras. Dicha localidad estaba comunicada por una carretera con la aldea de Ligny, y a ella acudieron los prusianos, con Blücher a la cabeza, produciéndose la muy sangrienta batalla de Ligny entre el ala derecha del ejército francés y las fuerzas prusianas, con una furiosa lucha por la posesión de las aldeas de Ligny y Saint Amand. El resultado de ambos combates simultáneos fue la retirada de los anglo-holandeses de Quatre Bras y la retirada prusiana de Ligny.
En uno de los hechos más controvertidos y decisivos de toda la campaña, el I cuerpo francés, al mando del general Drouet d'Erlon, estaba técnicamente bajo las órdenes de Ney. Mas Napoleón, al ver que los prusianos estaban decididos a combatir en Ligny, mandó un mensajero a Ney pidiéndole que enviara dicho cuerpo a atacar el flanco derecho prusiano para así destruir su ejército, en una maniobra muy parecida a lo que los mismos prusianos hicieron dos días más tarde con el ejército francés en Waterloo. Sin embargo, en la confusión de la batalla de Quatre Bras, aunque dicho cuerpo de ejército se encaminaba ya hacia su nuevo objetivo, Ney, en un exceso de furor y viendo con temor como su propia batalla se complicaba por el continuo arribo de refuerzos al ejército de Wellington, mandó un mensaje urgente para que el I cuerpo regresara, con el catastrófico resultado de que dicho cuerpo no participó ni en una ni en otra de las batallas del día 16, en cualquiera de las cuales su participación hubiera sido, con toda probabilidad, decisiva en favor del bando francés.

## El día intermedio

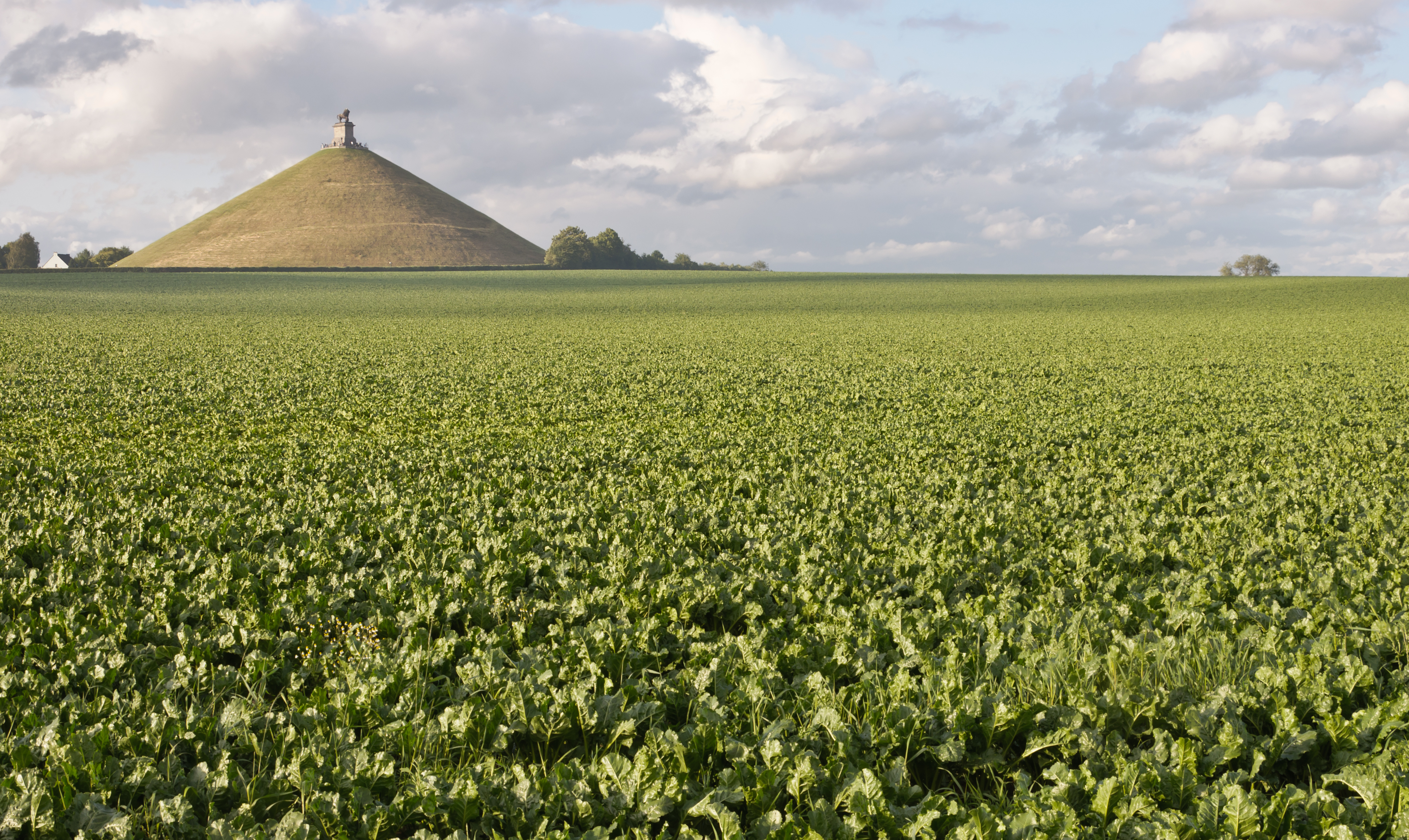
El Montículo del León con vistas al lugar de la batalla de Waterloo, aquí cultivado con remolachas, en Braine-l'Alleud, Bélgica.

De un modo similar, las órdenes ambiguas de Napoleón el 17 de junio a su subordinado, el mariscal Grouchy, de perseguir a los prusianos con 30 000 efectivos contribuyeron finalmente a la derrota final de las armas francesas. 
Grouchy empezó la persecución de los prusianos a mediodía del 17 y continuó durante el 18. Las lluvias y las diferentes rutas tomadas por las distintas secciones del ejército prusiano crearon confusión en la dirección que había de seguir Grouchy, lo que causó aún más separación entre sus fuerzas y las de Napoleón, además de pérdida de tiempo. El 18 a mediodía, al mando del ala derecha del Ejército del Norte reforzada con un cuerpo de caballería, ignoró el consejo del general Gérard, jefe del IV cuerpo, de «marchar hacia donde se oía el cañoneo», es decir hacia Waterloo, y continuó su persecución hasta que se enfrentó a la retaguardia prusiana, al mando del teniente general von Thielmann, en la conocida como batalla de Wavre.
Pero volviendo al día intermedio, en la noche del 17 al 18 de junio el ejército prusiano fue reforzado con la llegada del IV Cuerpo, al mando del teniente general von Bülow, que no había estado presente en Ligny. Y Blücher mandó mensajeros prometiendo ayuda a Wellington.
Después de la derrota prusiana en Ligny, la posición de Wellington en Quatre Bras se había vuelto insostenible. En un lluvioso día 17, alrededor de las 10 de la mañana, Wellington empezó la retirada de su ejército hacia una posición, previamente reconocida y estudiada, cercana a la localidad de Waterloo. Dicha retirada fue seguida por el ala izquierda del Ejército Francés del Norte, bajo el mando del mariscal Ney. Napoleón se unió a Ney con la mayoría del Cuerpo de Reserva que, junto con el ala derecha de dicho Ejército del Norte, había derrotado a los prusianos en Ligny.

## Waterloo

### Despliegue y lodo

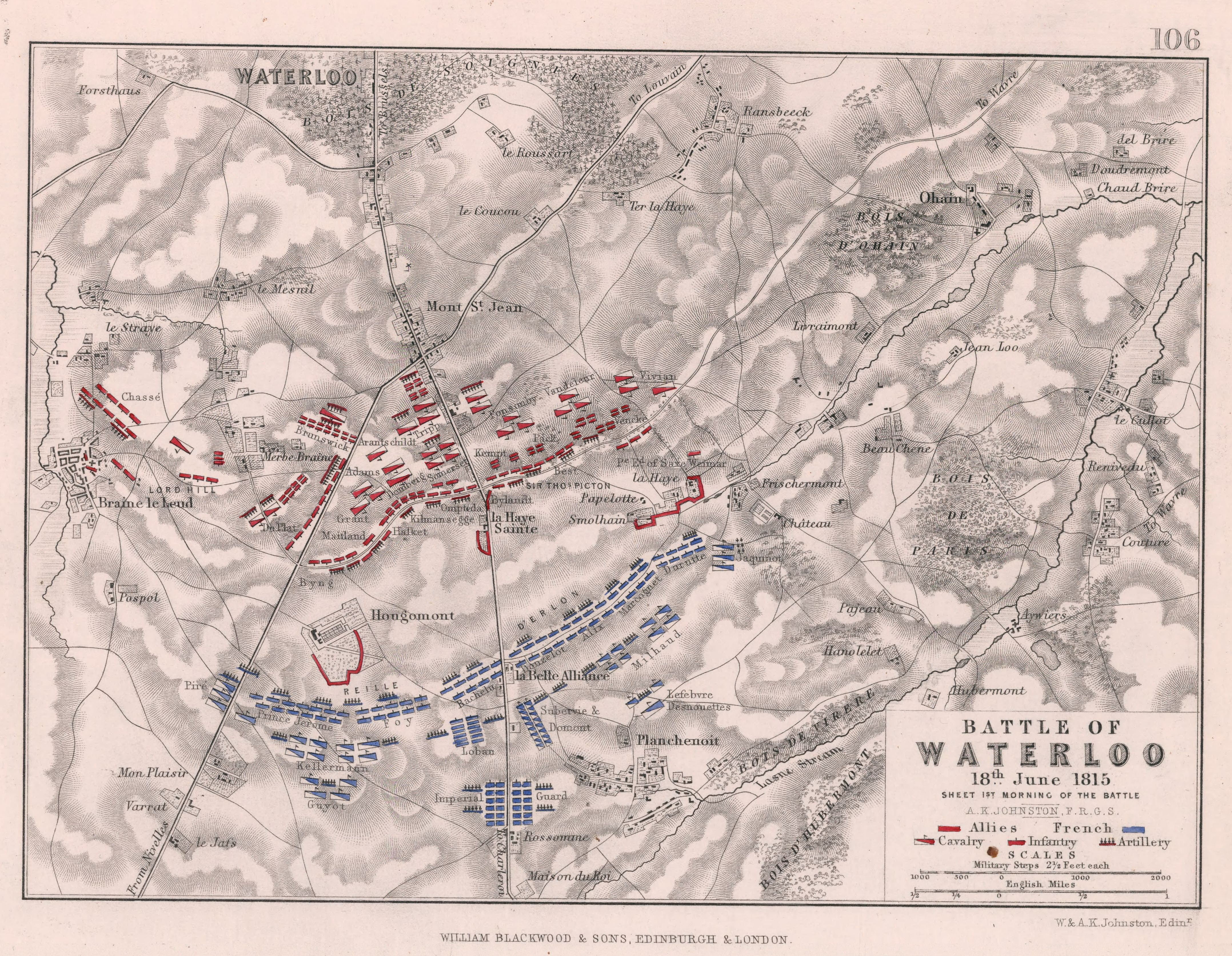
Despliegue de fuerzas en la mañana de la batalla.

La última fase de la campaña se inicia a media mañana (hacia las 11:30) del día 18 de junio, cerca de Waterloo, donde Wellington espera el ataque de Napoleón, mientras está atento a la llegada de los prusianos que han prometido durante la noche acudir en su ayuda con por lo menos tres cuerpos de ejército. Todo el terreno está muy embarrado a causa de la lluvia nocturna, y los movimientos de tropas y artillería son muy lentos. 
Durante esa decisiva mañana, los dos comandantes principales dieron arengas a los suyos y repartieron ginebra, galletas y carne, en el caso de los aliados, y coñac, en el caso de los franceses. Alrededor de las 9:00 la Armeé du Nord francesa marchó en once columnas a sus posiciones de batalla, haciendo un gran despliegue de poderío, con bandas de música tocando y aclamaciones al emperador, que cabalgó a lo largo de todo el frente para inspirar valor en sus hombres, y dando una gran sensación de fuerza militar. Todas las reseñas indican que la exhibición fue espectacular. El ejército aliado anglo-holandés observaba fríamente, situado ya en sus posiciones desde muy temprano.

### Ataque a Hougoumont
Wellington tenía apoyado su flanco derecho en la granja fortificada de Hougoumont, el centro estaba situado en torno a la granja de la Haye Sainte, y su izquierda en torno a los caseríos de Papelotte y La Haye. Esa disposición daba mucha solidez a su posición defensiva, pues los tres conjuntos de edificaciones habían sido fortificados y guarnecidos en sus flancos y centro. Napoleón notó esta solidez antes incluso de que la batalla comenzase. Fue en el sector de Hougoumont donde decidió lanzar el primer ataque, con la intención de hacer que este ataque dividiera las fuerzas aliadas atrayendo tropas del centro e izquierda aliados, y de hecho varias baterías y algunos regimientos fueron enviados hacia esa posición por Wellington. Hougoumont era una granja bordeada de un bosque por su lado sur, y luego contaba con una gran barda ante sus edificaciones, por lo que era claramente una posición fortificada. 
Los primeros ataques fueron hechos por los regimientos de la división del príncipe Jerónimo y lograron expulsar a las tropas de Nassau del bosque y huerto, pero no lograron penetrar en el interior de los edificios, sufriendo fuertes bajas. Hougoumont se convirtió en una batalla dentro de otra, y a lo largo de todo el día su conquista continuó atrayendo nuevas tropas francesas a un ataque sin fruto. Muchas de las reservas de Wellington continuaban en su centro y derecha, varias baterías fueron reposicionadas para su defensa, así como algunos regimientos de caballería para oponerse a los lanceros del general Piré, situados en el extremo del flanco izquierdo francés, de manera que cuando Drouet d'Erlon lanzó su ataque principal, el ala izquierda de Wellington contaba con solo tres baterías para su defensa. Hubo un momento en que los franceses llegaron a disparar proyectiles de obús incendiarios que terminaron quemando y destruyendo varios de los edificios interiores de Hougoumont, causando varias bajas a los guardias británicos que los defendían.

### La «gran batería»
Napoleón estaba totalmente convencido de la necesidad de empezar el asalto a las posiciones de Wellington con el arma más temida de la época, la artillería de campo francesa, y ordenó la creación de una «gran batería» frente al ala izquierda de Wellington. Estaba inicialmente compuesta de 80 cañones procedentes del I, II y VI cuerpos, pero después de sufrir algunas bajas por la caballería pesada inglesa, fue reforzada con artillería de la Guardia Imperial. Su entrada en acción fue retrasada durante varias horas hasta que el suelo embarrado y empapado por la tormenta de la noche anterior se hubiese secado lo suficiente para soportar el peso de los cañones. El barro también estorbó a la infantería y a la caballería mientras se colocaban en posición, y todos estos retrasos supusieron un factor importante para la derrota francesa. 
Cuando finalmente la artillería napoleónica abrió fuego sobre las posiciones de la izquierda de Wellington, entre las 12:30 y 13:00 horas, el esperado impacto sobre las tropas aliadas se vio algo minimizado por el terreno embarrado y blando que absorbía buena parte del impacto de los proyectiles, y dificultaba el efecto de rebote sobre el suelo de muchas de las balas de cañón, tan dañino contra las tropas en formación. Además, Wellington había desplegado a la mayoría del ejército aliado detrás de una cresta, para proteger a sus tropas de la esperada cortina de fuego. Sin embargo, varias fuentes citan que la gran batería sí causó muchas bajas a pesar del estado del terreno: el cañoneo deshabilitó varias baterías de cañones frente a la división del general Alten e impactó a varias tropas de la segunda línea, tanto de infantería como sobre todo de caballería. También cabe mencionar que tuvo un sensible impacto psicológico en la moral de los soldados, especialmente en las tropas jóvenes e inexpertas.

### Cargas y contracargas de la infantería

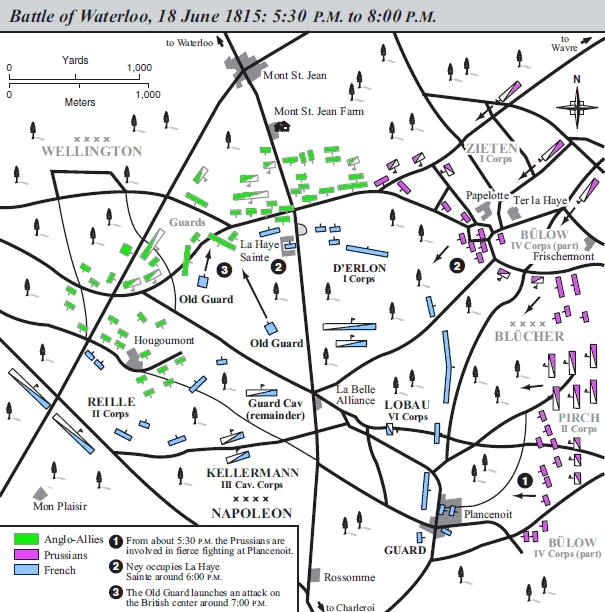
Batalla de Waterloo: desde las 17:30 a las 20:00 horas.

A las 13:30, Napoleón ordenó al mariscal Ney enviar a la infantería de d'Erlon contra el centro izquierdo de Wellington, pasando al este de la granja de la Haye Sainte. El ataque comenzó por la brigada Quiot contra la granja, defendida por los fusileros de la KGL —Legión alemana del Rey, una unidad británica—, del mayor Bäring; la brigada Bourgeois atacó justo al este de la carretera de Bruselas, su formación era en columnas cerradas; la división Donzelot siguió después, formando una especie de reserva; posteriormente la división de Marcognet y finalmente la de Durutte, que adoptó una formación menos masiva. Gradualmente las unidades francesas avanzaron en «escalón» hacia la posición aliada sobre la cresta. 
Fueron recibidas con fuego intenso por la infantería del general Picton y por 12 piezas de artillería que dispararon metralla, causando fuertes bajas. La 1.ª brigada belga-neerlandesa, al mando del mayor general van Bylandt, era una de las unidades más avanzadas. Después de sufrir un intenso bombardeo de artillería y de intercambiar descargas con los elementos avanzados de d'Erlon durante nueve minutos, los soldados de van Bylandt, en inferioridad numérica, fueron forzados a retirarse en desorden al otro lado de la colina, entre las líneas de la división del teniente general Thomas Picton. Los franceses avanzaron también con caballería justo al oeste de la Haye Sainte. Unidades de coraceros cargaron en las inmediaciones de esa granja contra el batallón ligero alemán Lüneberg, mandado por Alten para reforzar la defensa de esta posición, capturando su bandera y aniquilándolo prácticamente. También atacaron las baterías aliadas instaladas sobre la colina, justo al norte de la granja. El 8.º batallón de línea de la KGL, que venía a apoyar la defensa de la granja más al este, fue hecho también trizas por los coraceros y su bandera tomada. El 5.º batallón, que venía en su apoyo, pudo formarse en cuadro para defenderse de la caballería justo a tiempo. La batería de Ross, con seis cañones, fue también atacada y dañada, y la batería de Cleeves tuvo que retirarse.
La división de Picton incluía unidades veteranas de la campaña en la península ibérica, entre las que se encontraban los regimientos Highland escoceses 92, 79 y 42, y los 28, 1.º, 44 de línea ingleses, más el 95 rifles. Todos estaban curtidos en combate pero habían sufrido fuertes bajas en Quatre Bras, algunos como los regimientos 42 y 92 habían perdido más del 40 % de sus efectivos, por lo que la división estaba lejos de estar completa. Las brigadas de Kempt y de Pack, que eran parte de la división, esperaron el ataque al otro lado de la cresta, justo por detrás de la división neerlandesa de van Bylandt. La brigada Kempt lanzó un contrataque contra la de Bourgeois cuando esta alcanzó la cima, pero los franceses resistieron. La brigada Highland de Pack fue atacada por la división Marcognet y puesta en desorden. Las cosas estuvieron a punto de salirse de control para Wellington, y el ataque francés parecía estar progresando decisivamente. 

### Ataques y contraataques de la caballería

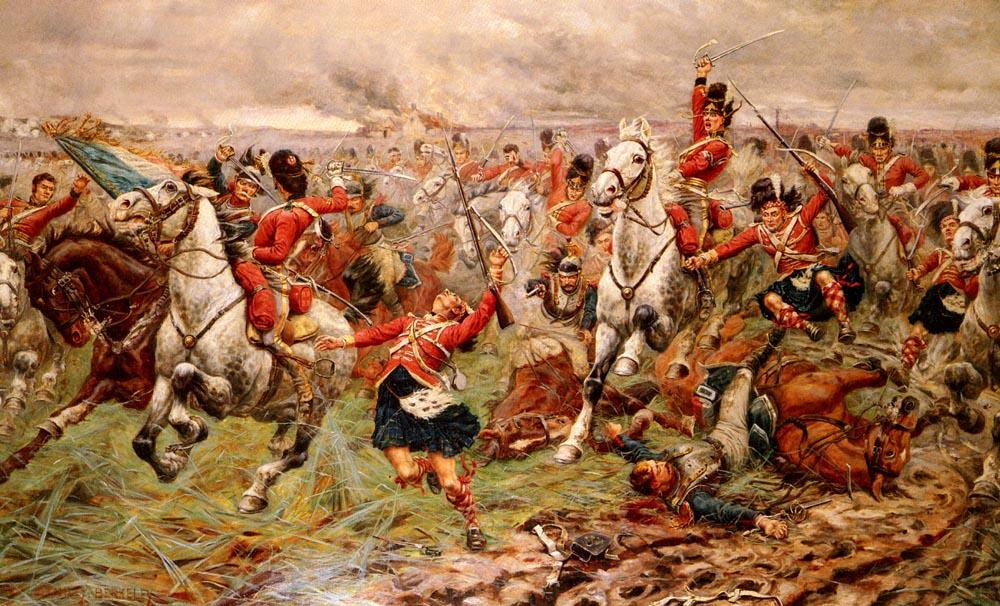
La carga de los Royal Scots Greys

Fue justo en este momento que Lord Uxbridge, el comandante de la caballería aliada, decidió lanzar su ataque con las dos brigadas de caballería pesada británica. La Household brigade de Lord Edward Somerset cargó al oeste de la carretera de Bruselas y su impacto recayó principalmente en los coraceros que habían avanzado con la infantería, y que, ya fuera de formación y en desnivel, fueron rechazados cuesta abajo. También alcanzaron a impactar a la brigada Bourgeois. La otra brigada pesada, la Union Brigade de William Ponsonby, atacó las columnas de las divisiones Marcognet y Donzelot, causando estragos principalmente en la primera por los famosos Scots Greys. Los franceses perdieron dos águilas en este contrataque, las únicas perdidas en toda la campaña. 
Esta espectacular victoria tuvo un coste muy alto para la caballería pesada británica, puesto que, acalorados por el éxito, cabalgaron frenéticamente hasta la posición francesa, atacando la gran batería. Sufrieron un contraataque de frente por los coraceros y de flanco por los lanceros de Jacquinot. Ponsonby fue muerto y las brigadas sufrieron grandes pérdidas. La brigada Somerset también sufrió por el fuego de los cuadros de infantería de la división Bachelu. Ambas brigadas desempeñaron un escaso papel durante el resto de la batalla, pues ciertas unidades habían perdido hasta el 90 % de sus efectivos hacia el final del día. Sir Thomas Picton, que no llevaba su equipamiento militar, puesto que su uniforme no llegó a tiempo de Inglaterra y luchó con ropa de civil llegando a utilizar como espada un paraguas, murió en este enfrentamiento. El ataque del I cuerpo francés había sido rechazado, pero justo a tiempo y con grandes pérdidas para la caballería pesada aliada.

### Ney y la gran carga de caballería

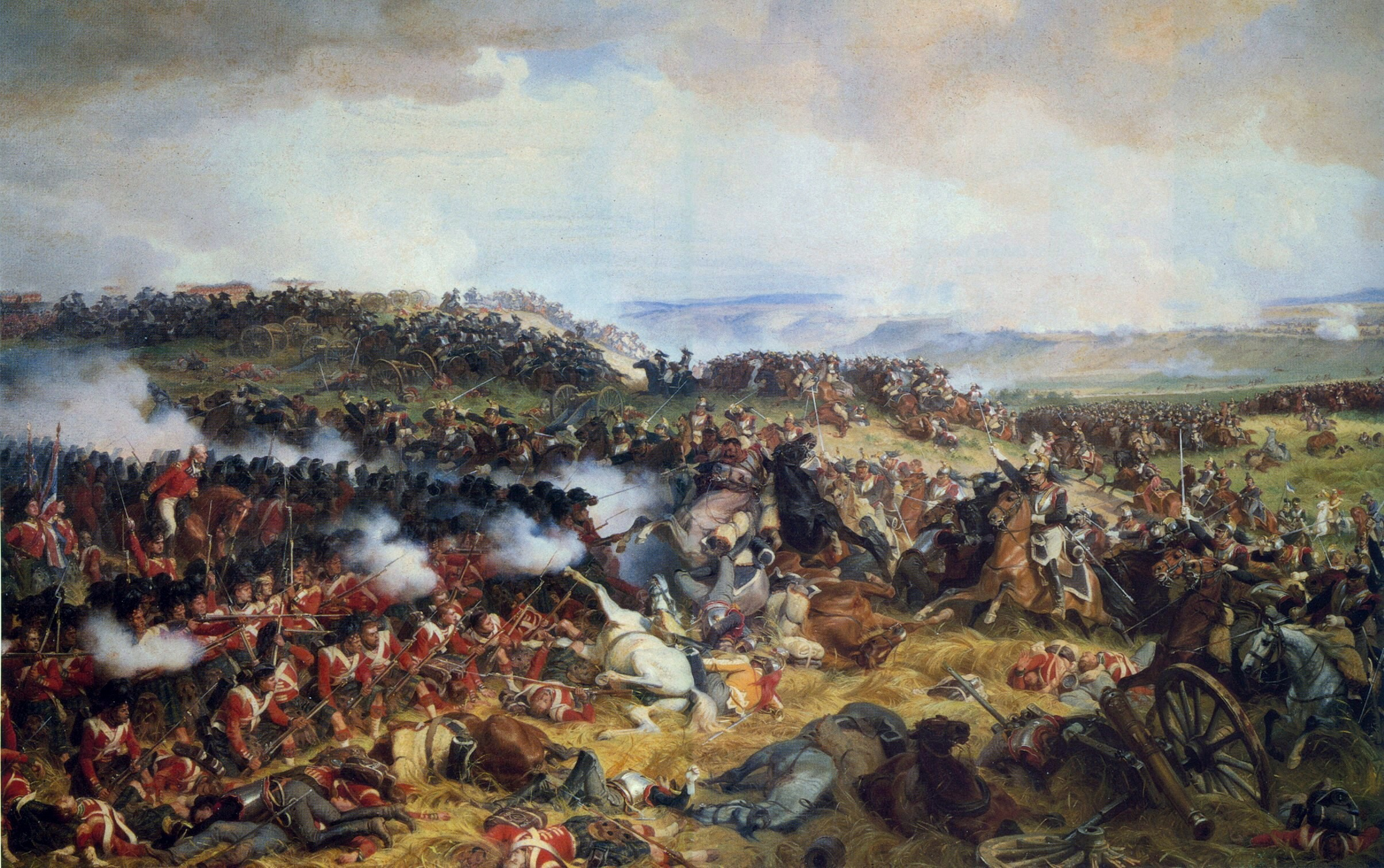
Cuadros británicos de infantería reciben la carga de la caballería francesa.

Poco después, cuando Napoleón dejó inesperadamente el campo de batalla a las primeras horas de la tarde, Ney, el lugarteniente de los franceses, confundió una maniobra aliada para reposicionar sus tropas más atrás de las colinas con una retirada general. Sin consultar, ordenó avanzar a un regimiento, luego a otro y a otro, hasta que un masivo asalto de unos 5000 efectivos de caballería atronaba subiendo la pendiente. Todo el IV cuerpo de caballería, mandado por el general Milhaud, atacó, seguido por la caballería ligera de la Guardia Imperial. Los ataques fueron repelidos varias veces por los sólidos cuadros de infantería aliados (cuatro filas de profundidad con la bayoneta calada, vulnerables a la artillería o a la infantería, pero mortales para la caballería), aunque hay testimonios que afirman que más de uno fue penetrado. 
Después Ney añadió al ataque el III cuerpo del general Kellermann y la caballería pesada de la Guardia Imperial, con el resultado de grandes pérdidas para ambos bandos, pues entre carga y carga los franceses bombardeaban los cuadros aliados con un intenso fuego de artillería, mientras que los jinetes descargaban también sus carabinas y pistolas sobre la infantería de los cuadros. Pero por el lado contrario, el fuego de la artillería británica y de la infantería obligó varias veces a la caballería francesa a retroceder para reagruparse, y los decisivos contraataques de los regimientos de caballería ligera británica y alemana y de la brigada de caballería pesada neerlandesa, aunados al agotamiento de los caballos, acabaron por desbaratar los ataques franceses.

### Aparición del ejército prusiano

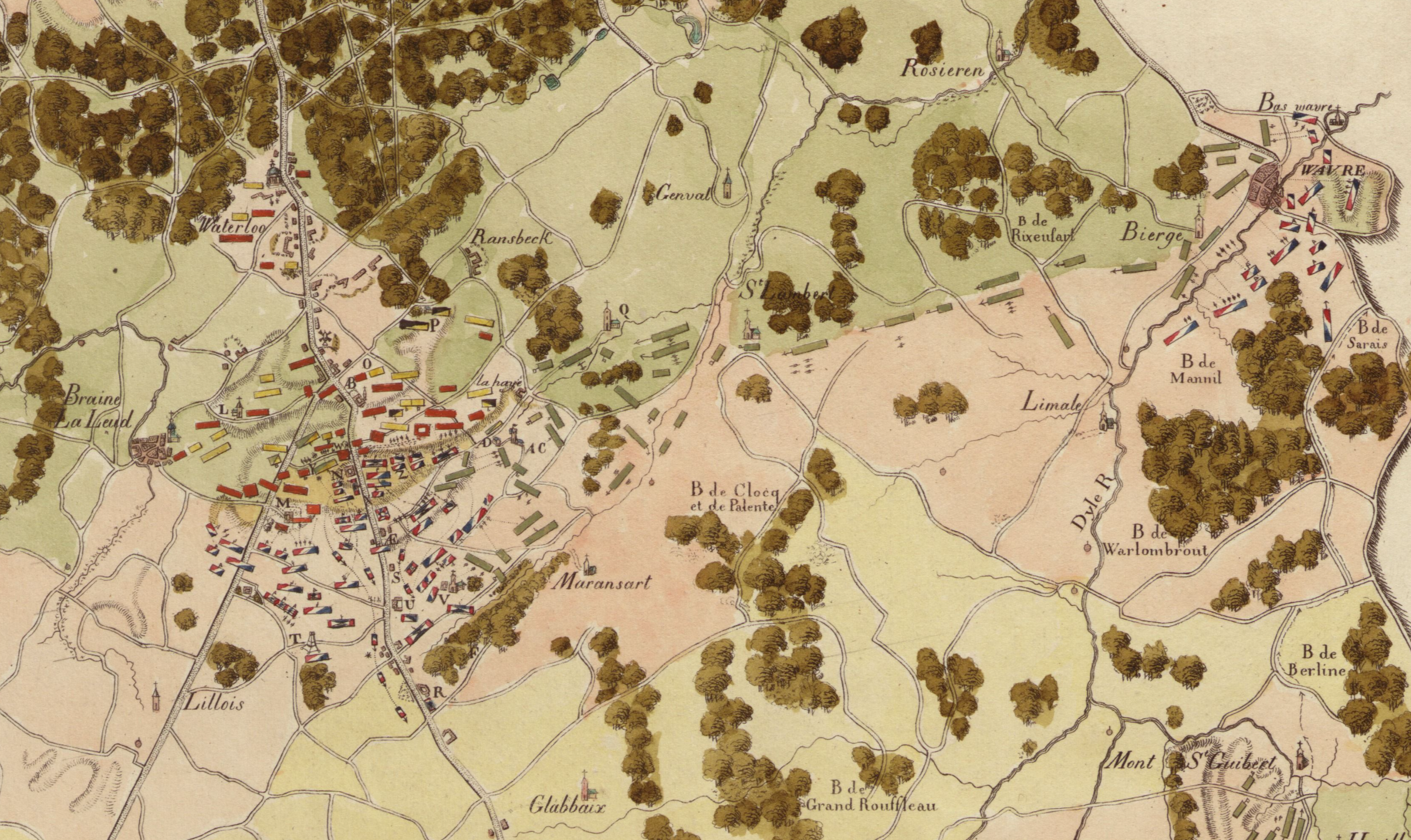
Mapa que muestra el camino seguido por el ejército prusiano entre los campos de batalla de Wavre y Waterloo.

Después de numerosas cargas contra la colina, la caballería francesa quedó agotada y reducida pero no destrozada. Alrededor de las 16:30 horas los prusianos empezaban a llegar al campo de batalla, y estaban comenzando a enfrentar ya al flanco derecho del ejército francés, con dos brigadas (una brigada prusiana equivalía a una división francesa) del IV cuerpo del general von Bülow. La brigada mandada por von Losthin, que se enfrentó a parte del VI cuerpo francés mandado por el conde Lobau, al norte de la aldea de Plancenoit, entre este poblado y la granja de Papelotte, y a la brigada de von Hiller que atacó el poblado de Plancenoit un poco después.
Simultáneamente, hacia las 16:00 horas, en Wavre, Grouchy atacaba la retaguardia de los prusianos, según las órdenes de Napoleón.

## Última fase de la batalla y retirada francesa

### Los franceses toman la Haye Sainte

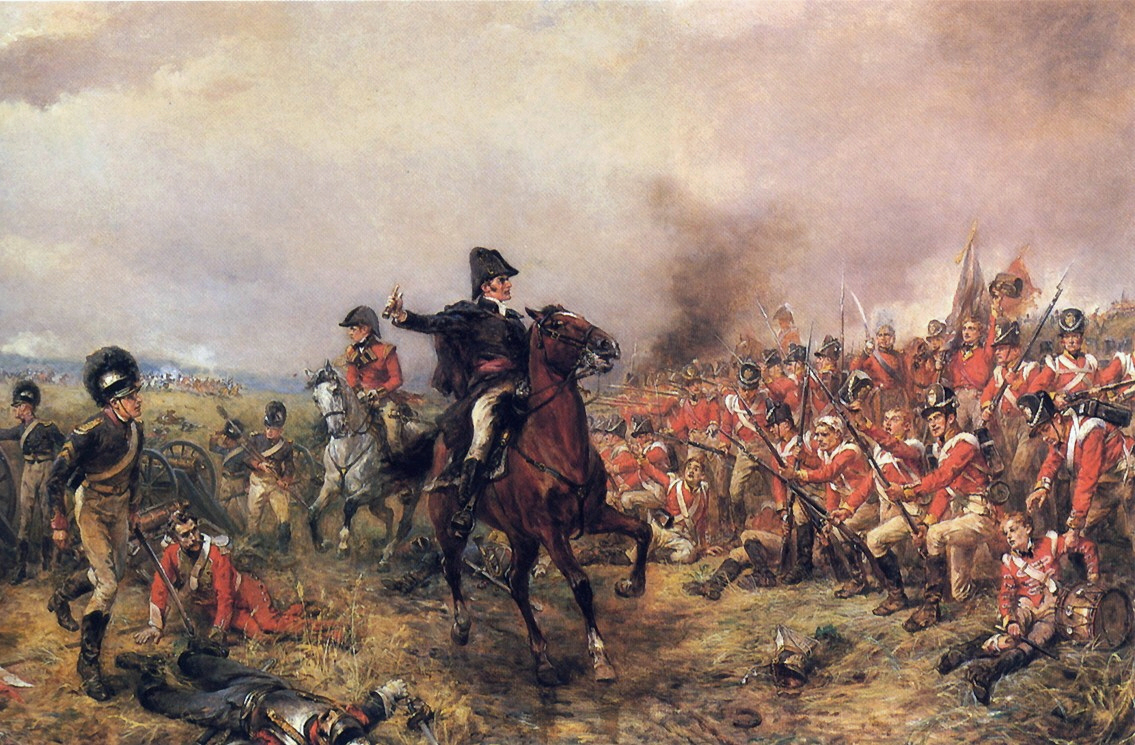
Arthur Wellesley mandando a los británicos en Waterloo, por Robert Alexander Hillingford

La Haye Sainte cayó ante los franceses alrededor de las 18:00 horas, después de un feroz combate con las fuerzas del 2.º regimiento de infantería ligera de la KGL, que agotaron sus municiones ya que, al estar armadas con rifles Baker, usaban munición diferente a la usada por los restantes mosquetes, y no fueron reabastecidos, pese a las repetidas peticiones de su comandante Georg Baring. El príncipe de Orange ordenó al general von Ompteda que formara lo que quedaba de sus batallones en línea e hiciera retroceder a los tiradores franceses, que luego de la toma de la granja estaban lanzado un fuego devastador contra el centro de la línea aliada. Ompteda se quejó, pues sabía que había caballería francesa en la zona, pero el príncipe ordenó no obstante el avance y, cuando bajaron la cresta en línea hacia La Haye Sainte, fueron atacados por el flanco derecho por algunos escuadrones de coraceros de Kellermann, que los hicieron trizas. Von Ompteda resultó muerto y la bandera tomada, y la mayoría de sus hombres perecieron con él.  Los franceses establecieron una batería en ese puesto avanzado que descargó metralla sobre el centro aliado causando grandes bajas. Los generales Alten, Kielmansegge y Halkett, junto con el mismo príncipe de Orange, fueron heridos.

### Interviene la infantería de la Guardia Imperial
Con el centro de Wellington expuesto y severamante dañado por los constantes ataques, Ney pidió refuerzos de infantería al emperador para terminar de romper la línea de Wellington; pero Napoleón se encontraba demasiado ocupado dirigiendo la defensa de Plancenoit, que había caído ante los prusianos, y no le prestó la atención necesaria ni podía observar los hechos en ese momento. Es muy posible que si hubiera enviado a los mismos batallones de la Guardia que envió 40 minutos más tarde, cuando Wellington ya había reforzado su precaria línea con sus últimas reservas, alertado por un desertor francés del inminente ataque de la Guardia, el centro aliado hubiera cedido. 
Napoleón empleó su última reserva, la muy temida y respetada Guardia Imperial. Con el centro de Wellington expuesto por la caída de la Haye Sainte y el frente de Plancenoit temporalmente estabilizado por la Guardia Joven, Napoleón mandó al ataque la infantería de la Guardia Imperial, hasta entonces invicta. Este ataque, lanzado alrededor de las 19:30 horas, tenía como objetivo atravesar el centro de Wellington por su derecha y alejar su línea de la de los prusianos. Aunque es uno de los hechos de armas más famosos de la historia militar, no esta definitivamente claro qué unidades participaron realmente y cómo. Todo parece indicar que fue obra de cinco batallones de la Guardia Media. Tres batallones de la Vieja Guardia avanzaron y formaron la segunda línea de ataque, aunque permanecieron en reserva y no atacaron directamente la línea anglo-aliada.

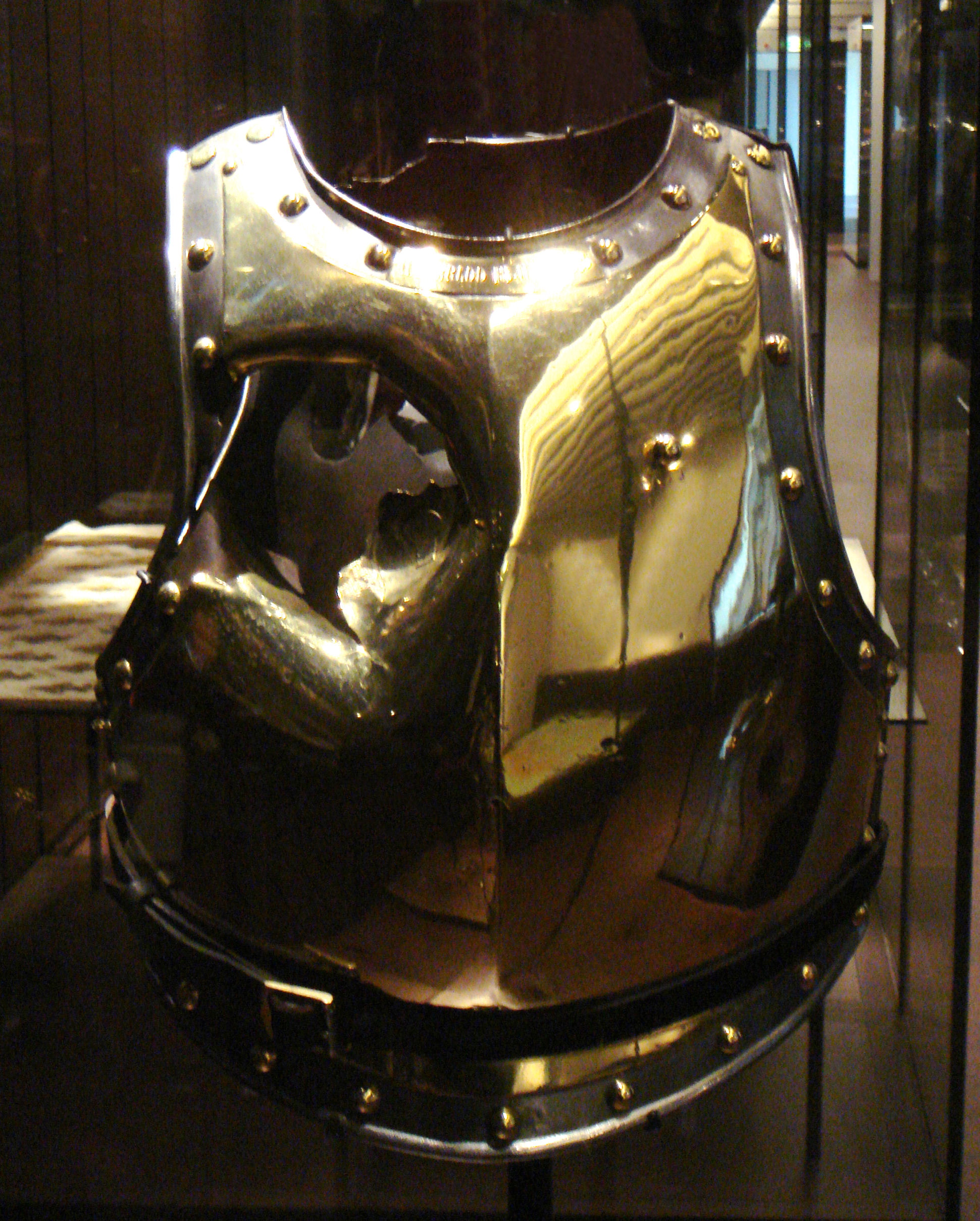
La coraza de un carabinero a caballo francés, Antoine Fauveau, perforada por una bala de cañón en Waterloo. Museo del Ejército, París.

El propio Napoleón supervisó el despliegue inicial de la Guardia Media y Vieja desde la Haye Sainte. La Guardia Media se formó en cuadros de batallones, cada uno de unos 550 hombres. Avanzaron «en escalón», con el primer batallón del 3.º de Granaderos delante, al mando de Friant y de Poret de Morvan, ocupando la derecha del camino. A su izquierda y detrás, estaba el general Harlet al frente del cuadro del 4.º de Granaderos, luego vino el 4.º de Cazadores al mando del general Michel, y luego el 3.º de Cazadores con dos batallones, el segundo batallón del 3.º de Granaderos había sido enviado a asegurar el flanco izquierdo. Dos baterías de artillería a caballo de la Guardia Imperial los acompañaron con secciones de dos cañones entre cada par de batallones. Los dos batallones del 1.er regimiento de Granaderos fueron la reserva final, estacionados cerca de La Belle Alliance, y el 1.er batallón del 1.º de cazadores estaba custodiando el cuartel general de Napoleón en Le Caillou.  
Cada cuadro estaba dirigido por un general, y el mariscal Ney, montado en su quinto caballo del día, encabezaba el avance. Detrás de ellos, en reserva, estaban algunos batallones de la Vieja Guardia, de derecha a izquierda el 1.º/2.º Granaderos, el 2.º/2.º Cazadores y el 1.º/2.º Cazadores. Napoleón dejó a Ney la dirección del asalto. Ney dirigió a la Guardia Media en oblicuo hacia el centro-derecha anglo-aliado en lugar de atacar directamente por el centro. La razón fue que Napoleón y su Estado mayor pensaron erróneamente que las tropas francesas del mariscal Grouchy habían llegado por el flanco izquierdo aliado, viendo masas de tropas y escuchando cañoneo desde lo lejos. Poco tiempo después, ya con el ataque de la Guardia en marcha, llegaron ayudas de campo a informar que eran prusianos, y no franceses, los que entraban en combate en ese sector.

### Cargas y contracargas
Otras tropas se reunieron para apoyar el avance de la Guardia. A la izquierda avanzó la infantería del cuerpo de Reille que no estaba combatiendo en Hougoumont y la caballería restante. A la derecha todos los efectivos restantes del cuerpo de Drouet d'Erlon ascendieron una vez más la cresta y se enfrentaron a la línea anglo-aliada. La artillería francesa también avanzó para prestar apoyo. La batería de Duchand, en particular, causó pérdidas a la brigada británica del general Colin Halkett. La línea de Halkett, formada por el 30.º de infantería y el 73.º, intercambió fuego con el 1.º/3.º y el 4.º de Granaderos franceses de la Guardia, que los rechazaron e hicieron refugiarse en desorden hacia los regimientos 33.º y 69.º Halkett recibió un disparo en la cara y resultó gravemente herido, y toda la brigada sufrió duramente, retirándose en completo desorden. Otras tropas anglo-aliadas también empezaron a ceder. Un contraataque de los de Nassau y de los restos de la brigada de Kielmansegge de la segunda línea anglo-aliada, liderada por el príncipe de Orange, también fue rechazado y el mismo príncipe resultó gravemente herido. Los supervivientes de la brigada de Halkett formaron de nuevo y se enfrentaron a los franceses en un intercambio de fusilería. Algunos batallones de Brunswick también se enfrentaron a los franceses.

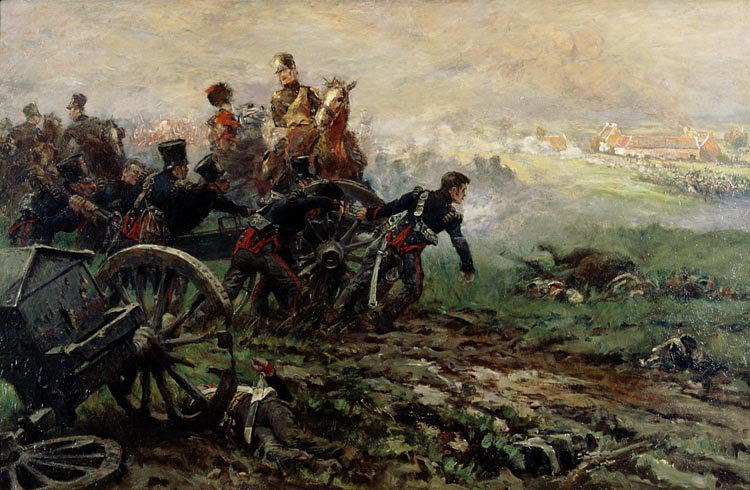
Soldados holandeses de artillería, al mando de Krahmer de Bichin (a caballo), colocan un cañón contra la Guardia Imperial (situada a la derecha).

El general de división holandés Chassé decidió en este momento crítico, por iniciativa propia, avanzar con su división, relativamente fresca. Chassé ordenó primero avanzar a su artillería, precedida por una batería de artillería a caballo al mando del capitán Krahmer de Bichin. La batería abrió un fuego mortífero contra el flanco del 3.º de Granaderos francés, pero sin llegar a detener el avance de la Guardia, por lo que Chassé, a quien sus soldados llamaban cariñosamente Generaal Bajonet, ordenó a su primera brigada, mandada por el coronel Hendrik Detmers, cargar a la bayoneta contra los franceses, a quienes superaban en número. Fue una intervención decisiva. Mientras la Guardia vacilaba, Chassé galopó entre sus hombres y encontró al capitán De Haan con soldados del 19.º Milicia, a quienes ordenó que atacaran por el flanco. Los batallones de Brunswick se unieron al ataque. Mientras esto pasaba, los granaderos veían con desconcierto que otras tropas francesas huían cuesta abajo por el este. Todavía no podían ver a los prusianos, pero en cuanto esto se hizo evidente, también se retiraron cuesta abajo precipitadamente.
A la izquierda del 4.º de Granaderos estaban los dos cuadros del 2.º/3.º Cazadores, que estaban más inclinados hacia el oeste y habían sufrido más por el fuego de artillería que los granaderos. A medida que avanzaban por la cresta, la encontraron aparentemente abandonada y cubierta de muertos. De repente, 1500 guardias británicos, al mando del general Maitland, que habían permanecido agachados para protegerse de la artillería francesa, se levantaron y los destrozaron con descargas a quemarropa. Los cazadores se desplegaron para responder al fuego, pero unos 300 cayeron de la primera descarga, entre ellos el coronel Mallet, el general Michel, y los comandantes de los batallones. Una subsiguiente carga a la bayoneta de los guardias rompió los cuadros ya sin jefes, que cayeron sobre la siguiente columna. El 4.º batallón de Cazadores, de 800 efectivos, se topó ahora con los batallones expuestos de guardias británicos, que perdieron toda cohesión y se lanzaron a correr cuesta arriba como una multitud desorganizada con los cazadores persiguiéndolos. En la cima, los cazadores se encontraron con la batería que había causado grandes bajas al 2.º/3.º de Cazadores. Abrieron fuego y barrieron a los artilleros. El flanco izquierdo de su batallón fue atacado ahora por el fuego de una formación de tiradores británicos, que los cazadores hicieron retroceder. Pero los tiradores fueron reemplazados por el regimiento 52.º de Infantería Ligera (2.ª División), dirigida por John Colborne, que giró en línea hacia el flanco de los cazadores y lanzó un fuego devastador contra ellos. Los cazadores respondieron con un fuego intenso que mató o hirió a unos 150 hombres del 52.º Este regimiento cargó entonces, y bajo esta arremetida los cazadores se rompieron y retrocedieron.

### La Guardia retrocede
Los últimos miembros de la Guardia se retiraron precipitadamente. Una oleada de pánico recorrió las líneas francesas cuando se difundió la asombrosa noticia: «La Garde recule. Sauve qui peut!» («La Guardia retrocede. ¡Sálvese quien pueda!»). Wellington se puso de pie en los estribos de su caballo Copenhague y agitó su sombrero al aire para ordenar un avance general. Su ejército se lanzó desde sus líneas y se arrojó sobre los franceses en retirada.

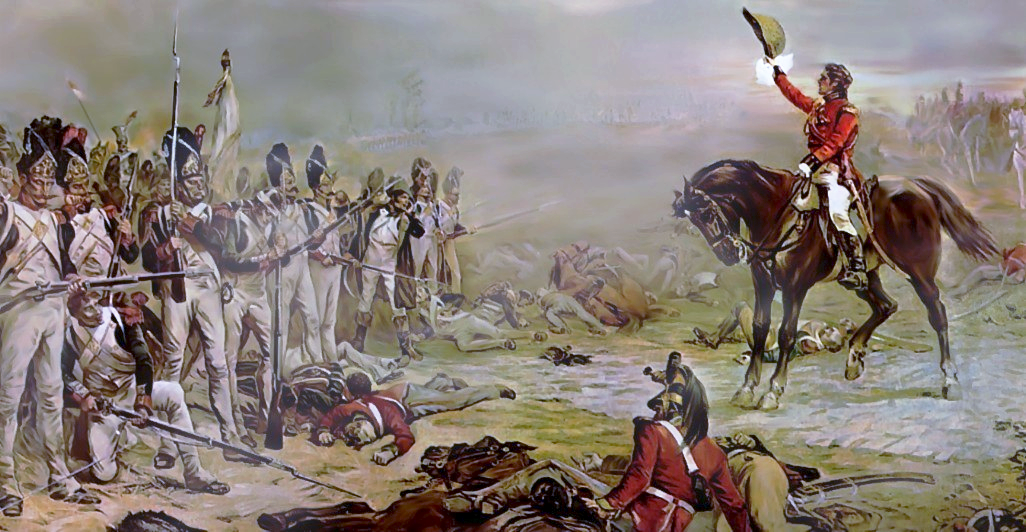
El general Hill invita a los últimos restos de la Guardia Imperial a rendirse (obra de Robert Alexander Hillingford).

Una parte de la Guardia Imperial superviviente se reunió con tres batallones de reserva (algunas fuentes dicen que cuatro) justo al sur de la Haye Sainte para una última defensa. Fueron desorganizados por una carga de la brigada del mayor general Adam y del batallón Landwehr Osnabrück de Hannover, junto a las brigadas de caballería relativamente frescas de Vivian y Vandeleur que estaban a su derecha. Los que quedaron en unidades con un resto de organización se retiraron hacia La Belle Alliance. Fue durante esta retirada que algunos de los miembros de la Guardia fueron invitados a rendirse, lo que provocó la famosa, aunque apócrifa, respuesta del general Cambronne: «La Garde meurt, elle ne se rend pas!» («¡La Guardia muere, no se rinde!»).

### La intervención prusiana
Todos estos hechos ocurrieron casi al mismo tiempo que, al otro lado de la carretera de Bruselas, la brigada prusiana de Steinmetz y la caballería del primer cuerpo prusiano entraban en combate en el ángulo recto formado por la extrema izquierda aliada y la línea formada por Lobau para hacer frente a von Bülow. Esto causó un pánico inmediato en las líneas francesas que se expandió rápidamente. Se había anunciado que Grouchy venía, y no, en su lugar eran los prusianos. Todo el frente de batalla francés se desintegró en esos momentos.

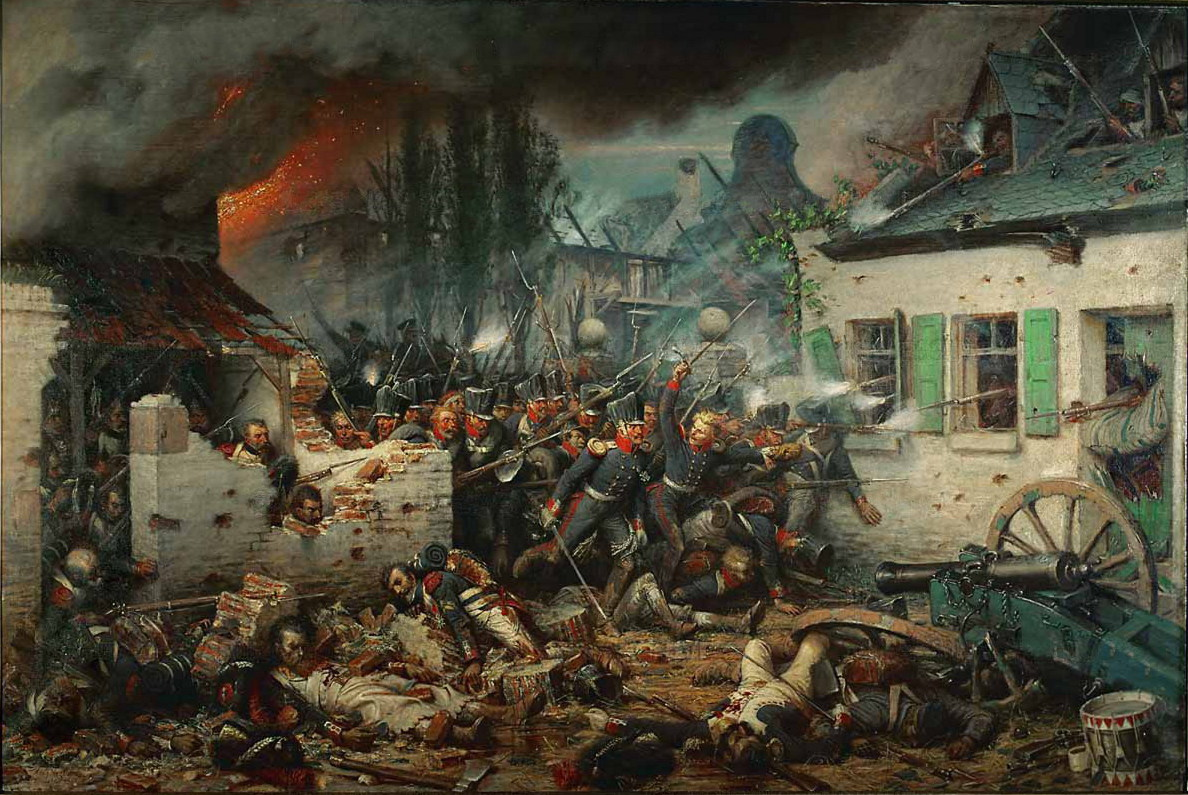
El ataque prusiano en Plancenoit, por Adolph Northen.

Durante horas se habían producido una serie de combates, al norte de Plancenoit, en los que intervinieron, del lado prusiano, las dos brigadas restantes del IV cuerpo de von Bülow y luego elementos del II cuerpo de Pirch, y del lado francés, la Guardia Joven y algunos batallones de la Vieja Guardia y del VI cuerpo francés. Se peleó casa a casa, especialmente por la iglesia y por el cementerio, con fiereza y sin cuartel. La aldea cambió de manos en un par de ocasiones y estaba en llamas. Los prusianos volvían al ataque cada vez más reforzados, por lo que se volvió una lucha desigual. Alrededor de las 20:00 horas los prusianos finalmente arrojaron a los franceses fuera del pueblo de Plancenoit. Las últimas unidades en retroceder fueron las unidades de la Vieja Guardia, al verse superadas en ambos flancos por los prusianos, muy superiores en número. La Joven Guardia perdió más del 70 % de sus efectivos en estos combates.

### Desmoronamiento francés y retirada
Todo el frente francés se desintegró bajo el avance general del ejército anglo-aliado y del ejército prusiano que siguió a la captura de Plancenoit. La última fuerza francesa agrupada fueron los regimientos más veteranos de la Guardia Imperial, estacionados alrededor de La Belle Alliance. Se trataba de los dos batallones del 1.º de Granaderos. Eran una reserva final y una guardia personal del emperador. Durante un momento Napoleón confió en que, si se mantenían firmes, el ejército francés los seguiría. Él mismo se refugió en uno de ellos. Pero cuando la retirada se convirtió en una fuga, se vieron forzados a formar cuadros como protección frente a las unidades avanzadas de la caballería aliada.
Formaron dos cuadros, uno a cada lado de La Belle Alliance. Cuando se convenció de que la batalla estaba perdido y que debía partir, Napoleón se puso al mando del cuadro que se formó en el terreno elevado a la derecha (británica) de la La Belle Alliance. Los prusianos acometieron el cuadro de la izquierda y la brigada del general Adams cargó contra el de la derecha, forzando su retirada. Según caía la oscuridad, ambos cuadros se retiraron de la batalla en dirección hacia Francia en relativo buen orden, mientras que la artillería francesa y todo lo demás cayó en manos de aliados y prusianos, que se veían rodeados por miles de franceses que ya no formaban parte de ninguna unidad coherente. La caballería aliada persiguió a los franceses hasta las 23:00 horas, mientras que los prusianos, relativamente frescos tras una participación más corta en la batalla, persiguieron a los restos del ejército francés durante toda la noche.

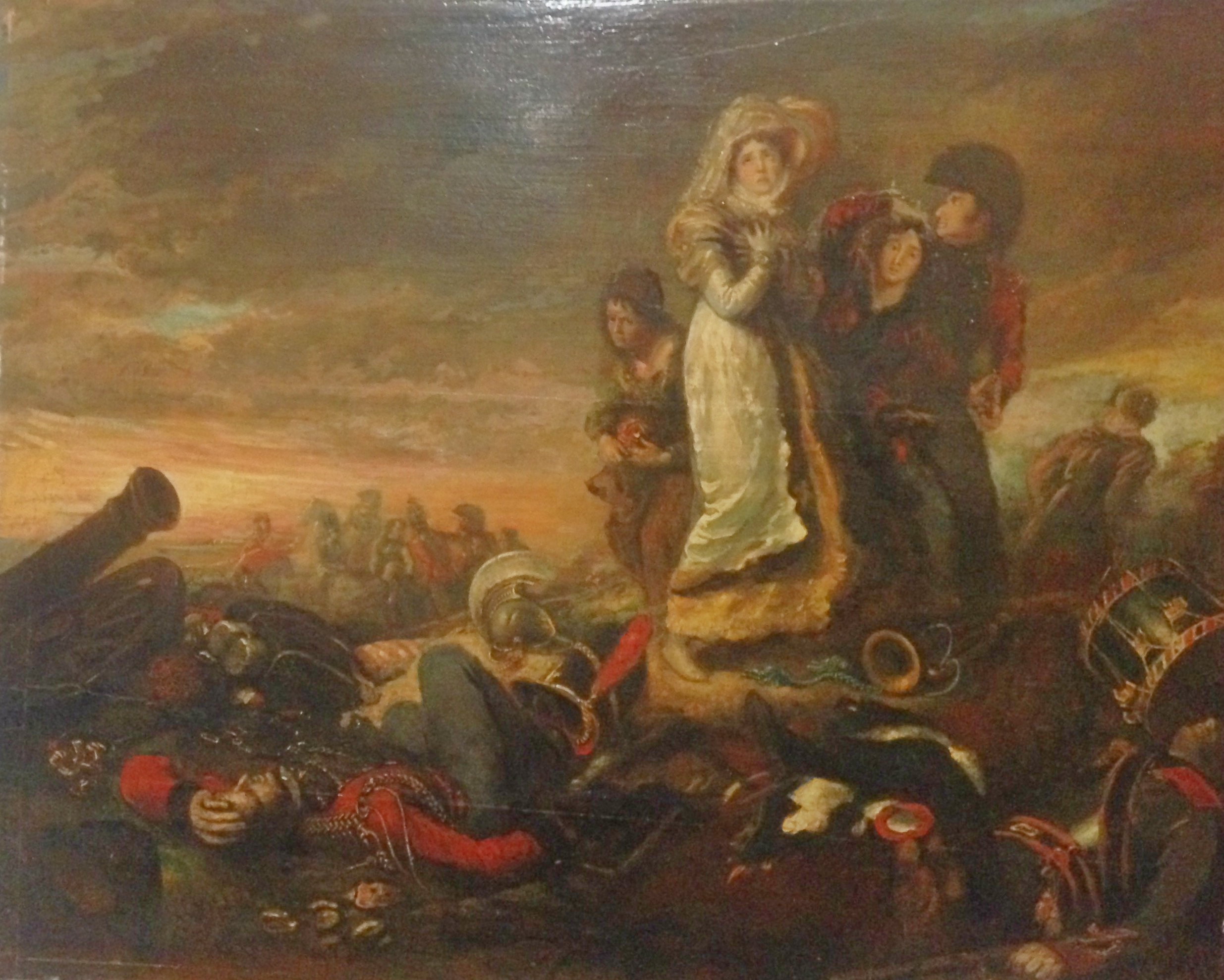
After Waterloo, por Samuel Drumond, obra presentada al concurso de 1816 de la Royal Academy of Arts.

Aproximadamente a las 21:00 horas, Wellington y Blücher se encontraron casualmente muy cerca de La Belle Alliance y se felicitaron mutuamente por la victoria. Poco tiempo después, Wellington regresó a su cuartel general en la localidad de Waterloo y empezó a redactar su informe sobre la batalla. 
Las bajas fueron muy elevadas en ambos bandos, lo que hizo decir a Wellington al ver el campo de batalla plagado de cuerpos inertes: «Con excepción de una batalla perdida, no hay nada más deprimente que una batalla ganada». En el entorno de Wellington las pérdidas habían sido enormes. El jefe de Estado Mayor, William de Lancey, fue mortalmente herido, lo mismo que sir Alexander Gordon, su ayuda de campo, y sir Thomas Picton. Lord Uxbridge, comandante de la caballería, fue alcanzado en una pierna por una bala de cañón en los momentos finales de la batalla, estando al lado del duque. Varios otros oficiales británicos de alto rango fueron muertos y heridos durante el día, de manera que cuando Wellington se sentó a cenar, la mesa estaba casi vacía.

## Consecuencias
Tras la victoria en Waterloo, las tropas aliadas se adentraron en Francia en busca de Napoleón. El 1 de julio siguiente von Blücher ocupó Versalles, el 8 de julio se restauró la corona de Luis XVIII y dos días más tarde, el 10 de julio, Napoleón se rindió. Sería exiliado el 26 de julio a la isla de Santa Elena, situada en medio del Atlántico sur, donde fallecería seis años después.
El sueño de Napoleón moría definitivamente y las fronteras europeas volvieron a su estado anterior. Pero el paso de la Grande Armée por el continente dejó desolación, especialmente en España, un país en la ruina, empobrecimiento generalizado y hambrunas con la destrucción de buena parte de la industria, como las reales fábricas de porcelanas, tapices o ingenios de pólvora entre otras,la destrucción de ciudades y gran cantidad de patrimonio, el robo de tesoros u obras de arte, causó la muerte de un cuarto de millón de españoles, el exilio de miles de "afrancesados", la caída del gobierno en la península favoreció el proceso de balcanización en las provincias españolas de ultramar (Guerras de Independencia de Hispanoamérica), inestabilidad política (levantamiento de Riego,Cien mil hijos de San Luis), y propiciando con posterioridad el inicio de una serie de guerras civiles guerras carlistas.

## Fuerzas desplegadas y bajas en la campaña
Siguiendo la obra de Scott Bowden Armies at Waterloo, posiblemente el análisis más detallado de los ejércitos participantes, sus números y sus bajas, a lo largo de toda la campaña de 1815 en el sur de los Países Bajos de entonces (hoy día centro de Bélgica —que aún no estaba creado como país—), las fuerzas participantes y las bajas sufridas fueron las siguientes:
- Durante los combates de Ligny, a lo largo de un frente de once kilómetros, participaron:
  - En el bando francés 65 731 efectivos y 210 cañones, más 10 000 efectivos de Lobau que llegaron tarde y no llegaron a participar en la batalla. Las bajas estimadas fueron de 13 721 efectivos.
  - Los prusianos desplegaron 93 174 efectivos y 210 cañones, estimándose las bajas en 18 772, más aproximadamente 10 000 efectivos que desertaron tras la batalla.

- En el combate de Quatre Bras, con un frente de unos cinco kilómetros:
  - El bando francés contaba con aproximadamente 24 000 efectivos y entre 60 y 92 cañones. Las bajas estimadas fueron de 4000 efectivos, un 17 %.
  - Las tropas aliadas anglo-holandesas que participaron en los combates ascendieron a 36 000 efectivos y 42 cañones hacia el final del día, pues hay que mencionar que estuvieron recibiendo refuerzos a lo largo de toda la jornada. Se calcula un total de 5200 bajas.

- Durante la jornada de Waterloo, en un frente de unos ocho kilómetros:
  - Los franceses contaban con 74 500 efectivos y 254 cañones. Se estima un total de 41 000 bajas.
  - En el bando aliado participaron hasta 140 000 efectivos (inicialmente 74 300) y unos 250 cañones (inicialmente 156). Las bajas estimadas fueron de 17 145 anglo-holandeses, más unos 7000 prusianos.

- En el combate de Wavre, a lo largo de un frente de unos cinco kilómetros:
  - Las tropas francesas contaban 33 000 efectivos y 80 cañones. Sus bajas estimadas fueron de 2500.
  - Las fuerzas prusianas disponían de 17 000 efectivos y 48 cañones. Se estiman unas 2400 bajas.

En conjunto, el total de tropas que participaron en todos estos combates fue:
- Franceses: 122 721 y 366 cañones.
- Prusianos: 126 323 y 304 cañones.
- Aliados: 112 000 anglo-holandeses y 222 cañones.

Las bajas totales (incluyendo desertores, prisioneros y heridos graves) fueron: 
- Franceses: unas 64 602.
- Prusianos: 40 237.
- Aliados: 22 581.[19]

## Detalle de las fuerzas presentes

### a) Fuerzas francesas de Napoleón

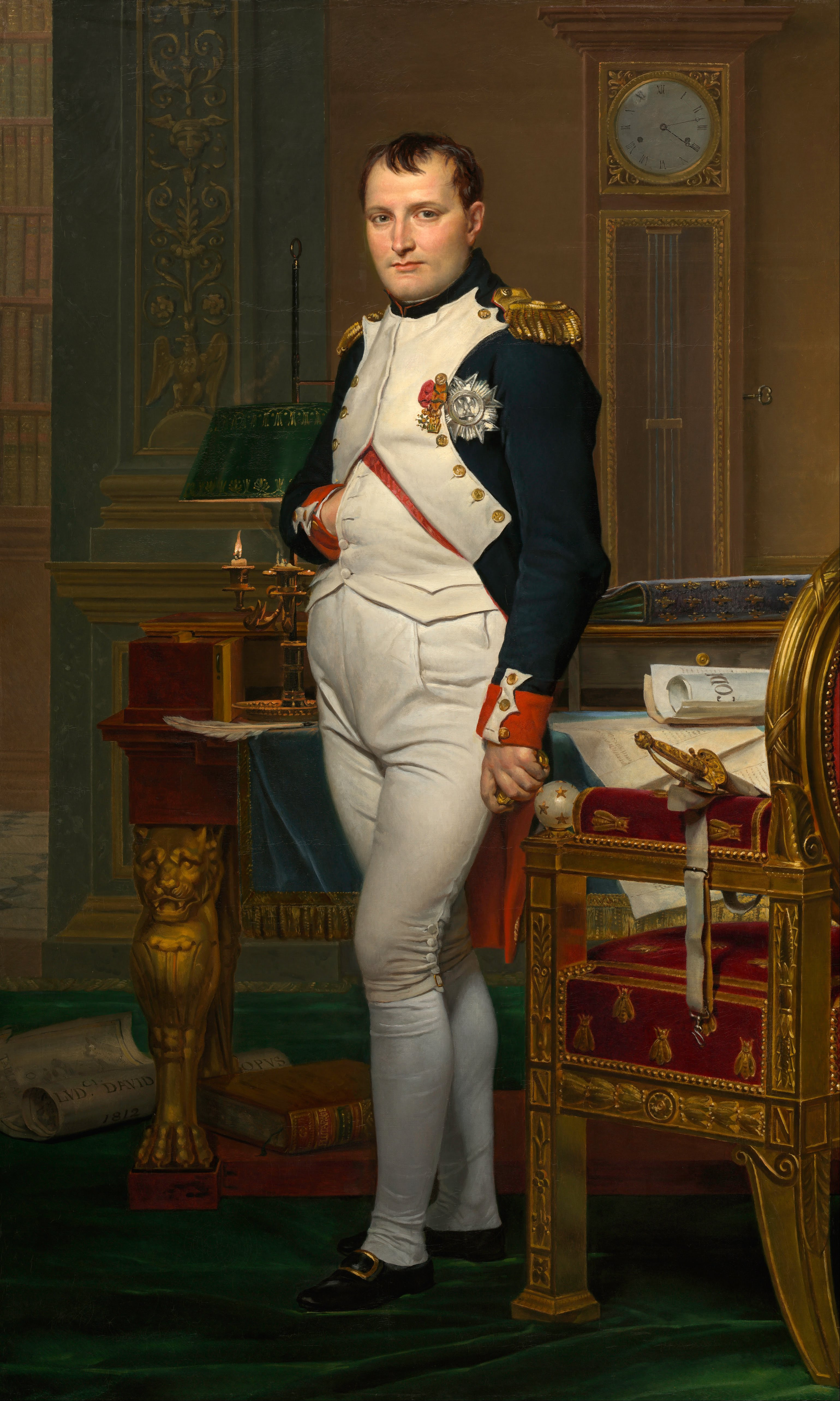

La organización inicial de l'Armée du Nord (Ejército del Norte) durante la campaña de Waterloo fue la siguiente:
- Ala derecha: Mariscal Grouchy
  - Tercer cuerpo (17 150 con 38 cañones): General Vandamme
  - Cuarto cuerpo (15 700 con 38 cañones): General Gérard
- Ala izquierda: Mariscal Ney
  - Primer cuerpo (20 950 con 46 cañones): General Drouet, conde d'Erlon
  - Segundo cuerpo (25 100 con 46 cañones): General Reille
- Reserva: Emperador Napoleón I
  - Guardia Imperial (20 278 con 118 cañones): Mariscal Mortier, general Drouot
  - Sexto cuerpo (10 300 con 32 cañones): General Mouton, conde de Lobau
- Reserva de caballería: Mariscal Grouchy
  - Primer cuerpo de caballería (3100 con 12 cañones): General Pajol
  - Segundo cuerpo de caballería (3290 con 12 cañones): General Exelmans
  - Tercer cuerpo de caballería (3700 con 12 cañones): General Kellermann
  - Cuarto cuerpo de caballería (3000 con 12 cañones): General Milhaud

Total general: 123 121 efectivos (Infantería, 89 400; Caballería, 22 100; Artillería 9090, con 366 cañones; Ingenieros y zapadores, 1978; Estado Mayor, 553).
Presentes en la batalla de Waterloo
- Guardia Imperial (Drouot): 23 batallones, 18 escuadrones y 104 cañones con 19 977 efectivos
- I Cuerpo (Drouet d'Erlon): 33 batallones, 11 escuadrones y 46 cañones con 18 996 efectivos
- II Cuerpo (Reille): 33 batallones, 15 escuadrones y 38 cañones con 19 614 efectivos
- VI Cuerpo (Lobau): 15 batallones, 20 escuadrones y 42 cañones con 10 069 efectivos (están incluidas la caballería de Domon y Subervie que actuaron conjuntamente con el VI cuerpo)
- III Cuerpo de Caballería (Kellermann): 25 escuadrones y 12 cañones con 3587 efectivos
- IV Cuerpo de Caballería (Milhaud): 24 escuadrones y 12 cañones con 2859 efectivos

Totales de la l'Armée du Nord de acuerdo a los recuentos del 10 al 16 de junio de 1815: 104 batallones, 113 escuadrones y 254 cañones con 75 102 efectivos.
Total de l'Armée du Nord en Waterloo, deduciendo las bajas en los combates del 15 al 17 de junio y las fuerzas confiadas a Grouchy: 74 500 efectivos en 104 batallones, 113 escuadrones y 254 cañones.

### b) Fuerzas prusianas de von Blücher
El Nederrheinarmee (Ejército del Bajo Rin) prusiano quedó organizado de la siguiente forma a la entrada en campaña:
- I. Armee-Korps (Primer cuerpo): Teniente general von Zieten - 32 957 efectivos y 88 cañones.
  - 1. Infanterie-Brigade (Brigada de infantería): Mayor general Karl Friedrich Franciscus von Steinmetz - 7888 efectivos en 9 batallones.
  - 2. Infanterie-Brigade: Mayor general Otto Karl Lorenz von Pirch (Pirch II) - 7775 efectivos en 9 batallones.
  - 3. Infanterie-Brigade: Mayor general Otto Karl Lorenz Friedrich Wilhelm von Jagow - 7856 efectivos en 9 batallones.
  - 4. Infanterie-Brigade: Coronel Von Schüter - 4601 hombres en 9 batallones.
  - Reserve-Kavallerie (Reserva de caballería): Teniente general Friedrich Erhard Leopold von Röder - 3603 efectivos montados en 27 escuadrones.
  - Reserve-Artillerie (Reserva de artillería): Mayor General von Holtzerdorff - 88 cañones en 11 baterías, 2103 efectivos y 2397 caballos.

- II. Armee-Korps (Segundo cuerpo): Mayor general von Pirch - 34 500 efectivos y 80 cañones.
  - 5. Infanterie-Brigade: Mayor general Ernst Ludwig von Tippelskirch - 7884 efectivos en 9 batallones.
  - 6. Infanterie-Brigade: Mayor general Karl August Adolf von Krafft - 7049 efectivos en 9 batallones.
  - 7. Infanterie-Brigade: Mayor general Friedrich August Wilhelm von Brause - 7094 efectivos en 9 batallones.
  - 8. Infanterie-Brigade: Mayor general von Bose - 6815 efectivos en 9 batallones.
  - Reserve-Kavallerie: Mayor general Alexander Georg von Wahlen-Jürgass - 4914 efectivos montados en 37 escuadrones.
  - Reserve-Artillerie: Teniente coronel (¿Mayor general?) Ernst Andreas von Röhl - 80 cañones en 10 baterías, 1842 efectivos y 2131 caballos.

- III. Armee-Korps (Tercer cuerpo): Teniente general von Thielemann - 26 954 efectivos y 48 cañones.
  - 9. Infanterie-Brigade: Mayor general Karl August Ferdinand von Borcke - 7415 efectivos en 9 batallones.
  - 10. Infanterie-Brigade: Coronel von Krauseneck - 4418 efectivos en 6 batallones.
  - 11. Infanterie-Brigade: Coronel von Luck und Witten en ausencia del Mayor General Von Rysel - 4643 efectivos en 6 batallones.
  - 12. Infanterie-Brigade: Coronel Stülpnagel - 6684 efectivos en 9 batallones.
  - Reserve-Kavallerie: Mayor general Karl Friedrich Bernhard Helmuth von Hobe - 3245 efectivos montados en 23 escuadrones.
  - Reserve-Artillerie: Mayor von Grevenitz - 48 cañones en 6 baterías, 1154 efectivos y 1502 caballos.

- IV. Armee-Korps (Cuarto cuerpo): Teniente general barón von Bülow - 31 902 efectivos y 88 cañones.
  - 13. Infanterie-Brigade: Teniente general Karl Georg Albrecht Ernst von Hacke - 6833 efectivos en 9 batallones.
  - 14. Infanterie-Brigade: Mayor general von Ryssel o Mayor general Funck - 7030 efectivos en 9 batallones.
  - 15. Infanterie-Brigade: Mayor general von Losthin - 6018 efectivos en 9 batallones.
  - 16. Infanterie-Brigade: Coronel Hiller von Gaertringen - 5951 efectivos en 9 batallones.
  - Reserve-Kavallerie: Príncipe Guillermo de Prusia - 4837 efectivos montados en 31 escuadrones.
  - Reserve-Artillerie: Mayor general Johann Karl Ludwig von Braun - 88 cañones en 12 baterías, 2175 efectivos y 2402 caballos.

Totales netos a partir del recuento del 14 de junio: 136 batallones, 118 escuadrones, 304 cañones, más Jägers = 126 323 efectivos.

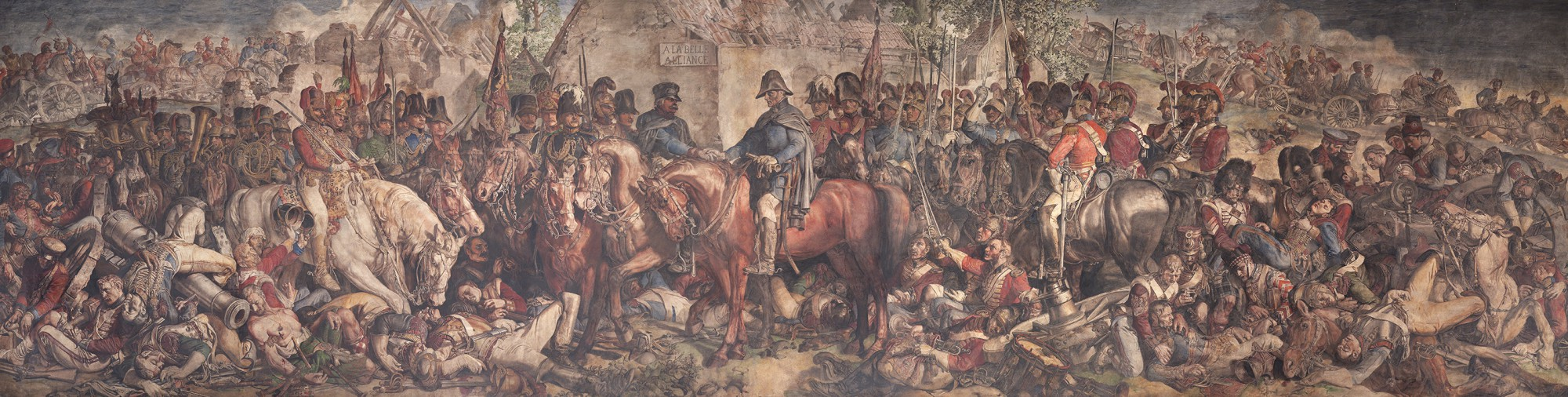
El encuentro de Wellington y Blücher al final de la batalla. Pintura de Daniel Maclise para la galería del parlamento de Westminster, 1861. Detrás de Wellington están Lord Arthur Hill, Lord Edward Somerset y Henry Percy. Cerca y detrás de Blücher están Nostitz, Gneisenau, Zieten, Bülow y Grolman.

### c) Fuerzas aliadas de Wellington
El Ejército aliado o Army of the Low Countries de Wellington era una fuerza multinacional de 112 000 efectivos (Infantería: 87 132 en 129 batallones; Caballería: 16 225 en 106 escuadrones; Artillería: 8643 con 203 cañones, sin incluir la sección de cohetes y la artillería de reserva de los Países Bajos).
Estaba organizado del siguiente modo:
- Primer cuerpo: Príncipe Guillermo VII de Orange –futuro Guillermo II de los Países Bajos– (dos divisiones británicas, una belga y otra neerlandesa): 27 215 efectivos en 29 batallones con 56 cañones.
- Segundo cuerpo: Teniente general lord Hill (dos divisiones británicas, una aliada, más una brigada adicional belga-neerlandesa): 25 683 efectivos en 39 batallones con 40 cañones.
- Reserva: Duque de Wellington (dos divisiones británicas, el cuerpo de Brunswick y el contingente de Nassau): 36 958 efectivos en 51 batallones, 5 escuadrones y 64 cañones.
- Cuerpo de Caballería: Lord Paget (the Earl of Uxbridge): 15 662 efectivos en 101 escuadrones y 43 cañones más la sección de cohetes.

Totales de acuerdo a los recuentos del 12 al 18 de junio de 1815: 108 638 efectivos.
NOTA: Los números de arriba para las unidades Británicas y de la KGL (Legión Alemana del Rey) son tomadas en la mañana de la batalla de Waterloo. Si se toman en cuenta 2500 bajas Británicas en Quatre-Bras y una pequeña proporción de estas presentes en la mañana del día 18 los totales de arriba sumarían aproximadamente 111 000 efectivos.
Los totales netos ajustados por nacionalidad presentes el 18 de junio en la batalla de Waterloo son los siguientes:
- Británicos: 27 985 efectivos (38 %)
- King German Legion (Legión alemana del Rey): 7686 efectivos (10 %)
- Tropas alemanas de Hannover y Brunswick: 17 620 efectivos (23,7 %)
- Tropas neerlandesas y de Nassau: 21 035 efectivos (28,3 %)

Total: 74 326 efectivos y 156 cañones.
NOTA: Wellington creía en la posibilidad de un avance francés hacia Mons con la intención de cortar sus vías de suministro con los puertos en la costa. Por esta razón dejó una guarnición en Hal al ordenar su concentración, al mando del joven príncipe Federico de Holanda. Aunque cabe mencionar que la mayoría de estas tropas y otros pequeños destacamentos de algunas otras guarniciones eran milicias jóvenes e inexpertas, 32 453 efectivos componían estas fuerzas, parte del ejército anglo-aliado, que no estuvieron presentes en la batalla de Waterloo.

## Los protagonistas

### Napoleón Bonaparte

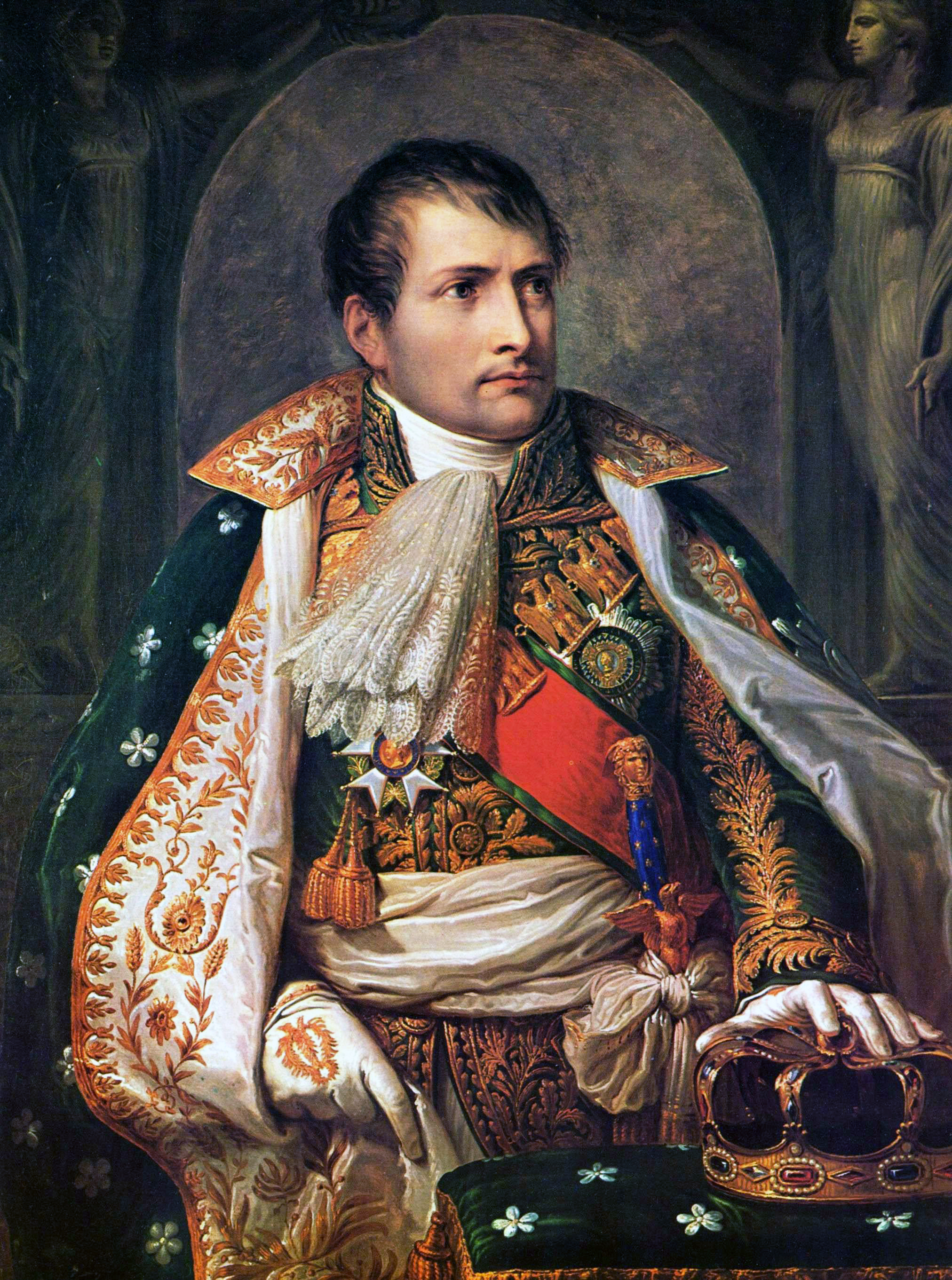
Napoleón I, como rey de Italia.

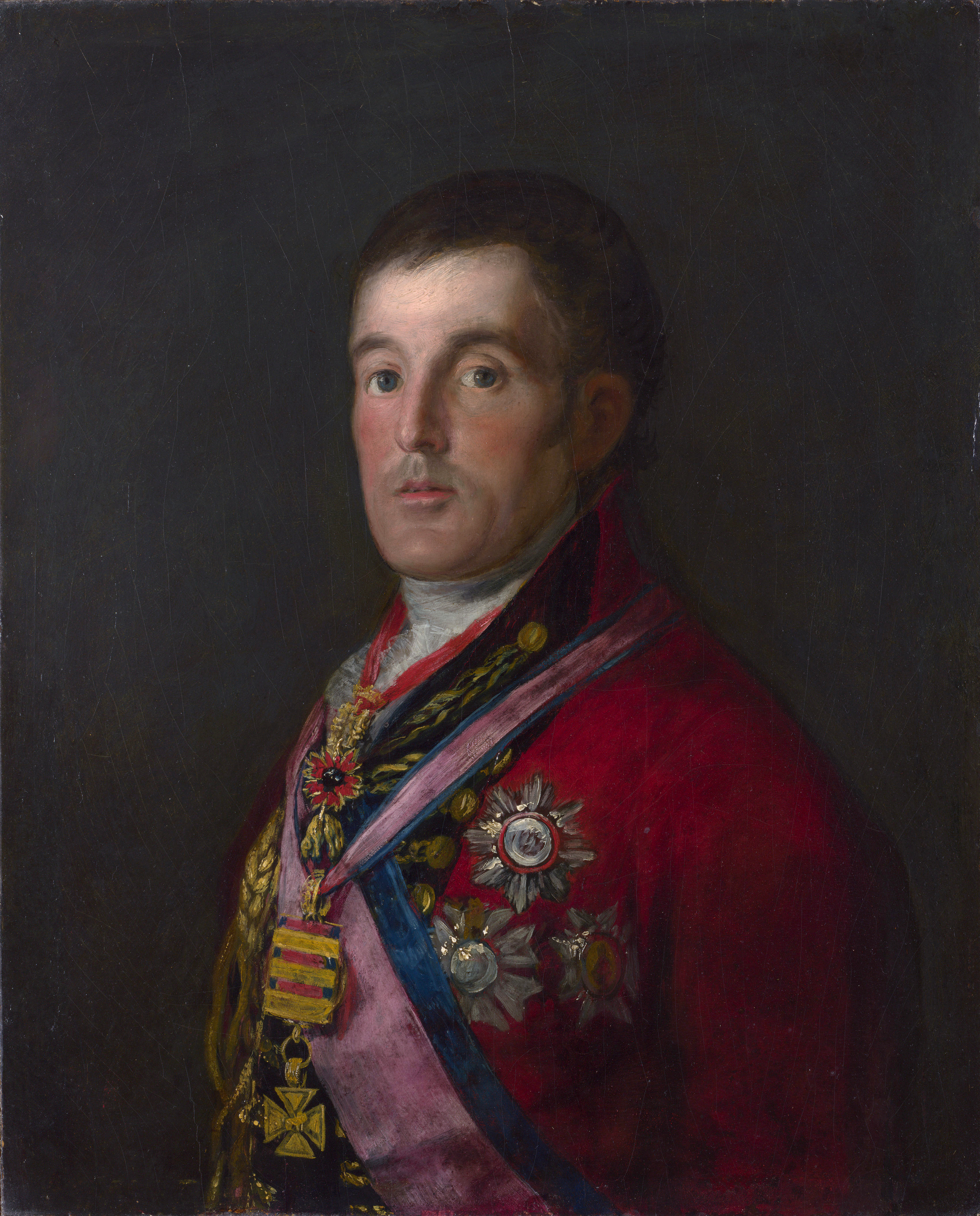
Arthur Wellesley, duque de Wellington. Retrato de Goya en la National Gallery de Londres.

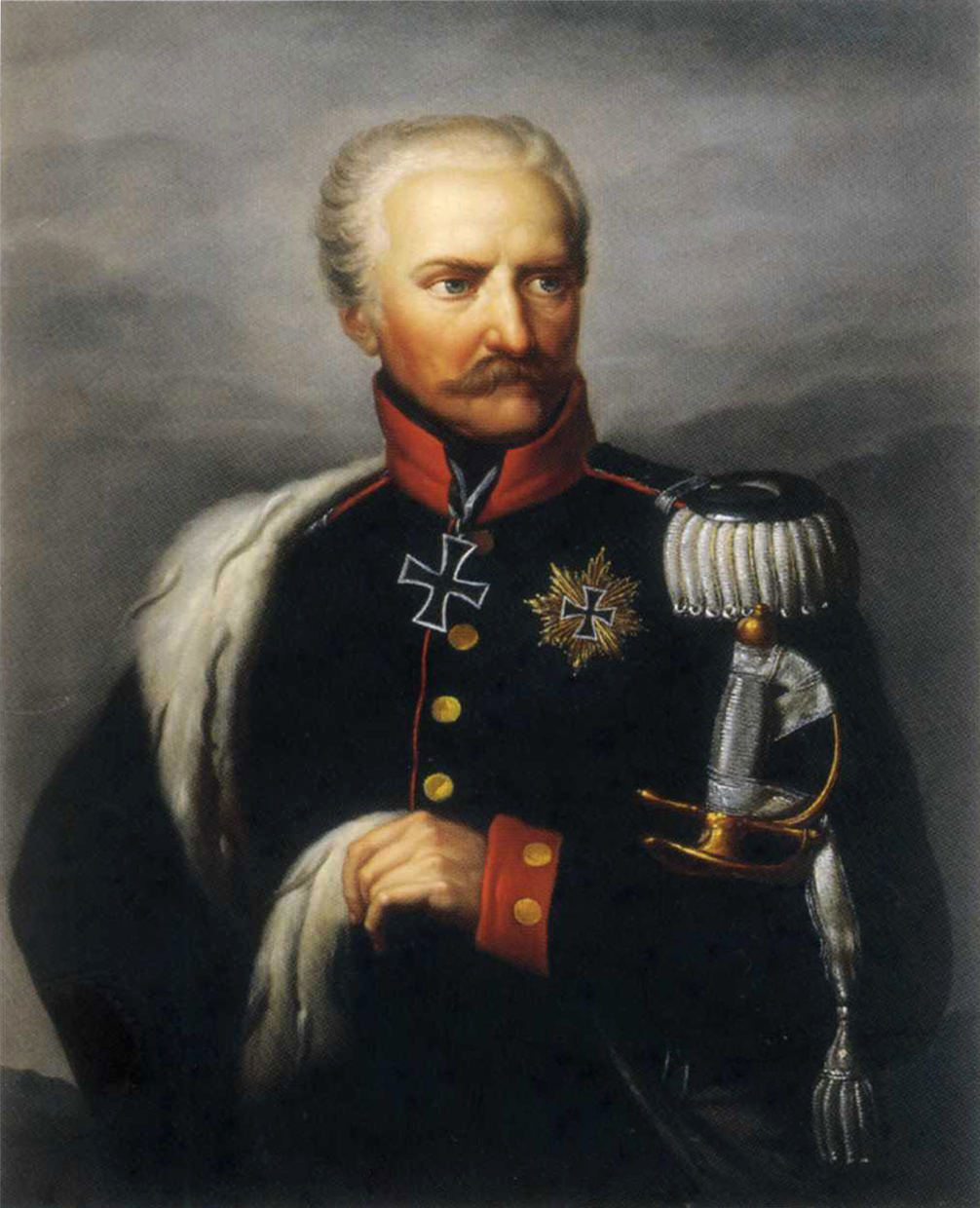
Mariscal de campo Gebhard von Blücher.

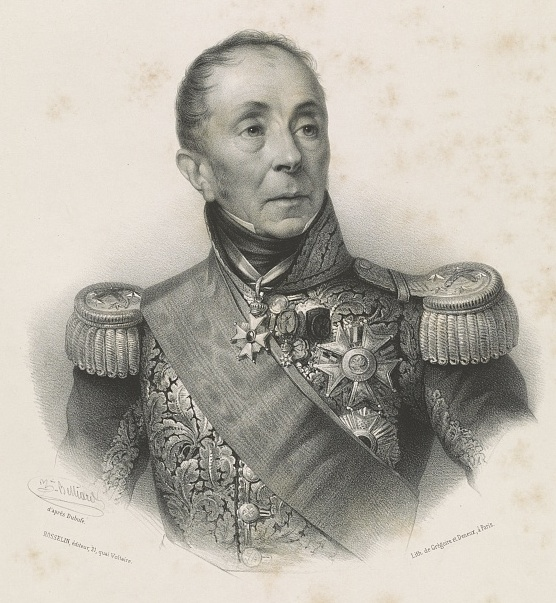
El mariscal Grouchy, en edad avanzada.

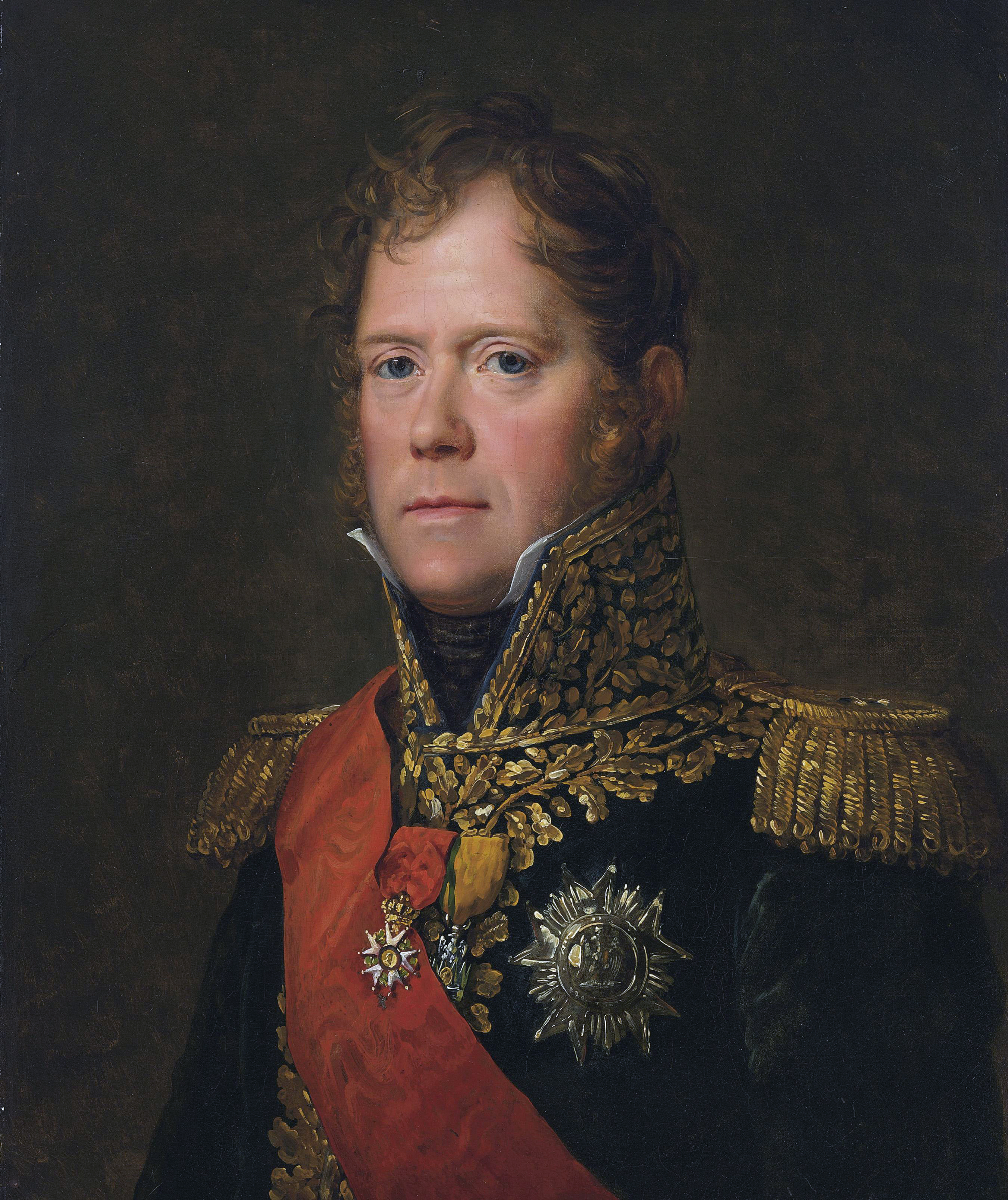
El mariscal Ney, retrato de François Gérard.

Napoleón I Bonaparte, emperador de los franceses (1769-1821). El propio Wellington decía que la presencia de Napoleón en el campo de batalla equivalía a 40 000 soldados. Este genio militar, con su enorme capacidad para actuar contundentemente e intuir lo que el enemigo iba a hacer, que ya había derrotado a ejércitos más numerosos, no logró ese 18 de junio de 1815, en la aldea belga de Mont-Saint-Jean —cerca de Waterloo—, volver a realizar la misma hazaña. Se ha dicho que se mantuvo alejado de la línea de batalla por estar enfermo, pero esto ha sido refutado. A pesar de todo, el ejército francés estuvo a punto de alzarse con la victoria, y la concepción estratégica de la campaña fue tan brillante como cualquiera de sus más espectaculares victorias de antaño. Traiciones y deserciones, fallos en la transmisión de las órdenes del Estado Mayor, las lluvias, así como la estrecha cooperación entre los aliados, fueron importantes factores para que se le escapara la victoria. Solo en los momentos finales de la batalla, cuando von Zieten y su 1.er cuerpo prusiano entraron en acción, se decidió la suerte de Waterloo.

### Wellington
Arthur Wellesley, primer duque de Wellington (1769-1852). Tenía en común con Napoleón esa mezcla de militar y político. Se ganó sus méritos militares luchando contra las tropas napoleónicas en España, pero también consiguió críticas pues se le consideraba demasiado retraído en sus acciones militares. No es casualidad que la mayoría de sus victorias las consiguiera gracias a tácticas defensivas. Frío y calculador y acostumbrado a no lanzarse al ataque sin estar seguro de no perder —poco atrevido como dirían sus detractores—, en Waterloo volvió a usar tácticas defensivas, motivo por el cual tardó en tomar la decisión de atacar, ya al final de la batalla, cuando el 1.er cuerpo prusiano comandado por Zieten entró en acción. Su mérito principal en la batalla consistió en resistir los ataques de Napoleón hasta la llegada de los prusianos. Su tardía reacción al inicial avance francés sobre Bélgica puso en riesgo a los prusianos y toda la campaña. Aun así, una combinación de habilidad, tenacidad y no poca suerte le permitieron obtener la victoria.

### Von Blücher
Gebhard Leberecht von Blücher (1742-1819). Mariscal de campo prusiano, veterano de 72 años, muy querido y admirado («soldado entre soldados»), que no temía estar en la línea de fuego y arengaba constantemente a sus tropas. Detestaba a Napoleón y a los franceses. Resultó herido y casi capturado tras la última carga en Ligny, pero no cejó en su tenaz empeño por apoyar a Wellington el día de Waterloo y hasta ver entrar a sus tropas en París. Los resultados de la campaña de Waterloo se deben en gran medida a las acciones tomadas por Blücher, que recibió la principal acometida francesa en Ligny y que tuvo el mérito de apoyar a su aliado a pesar de haber sido vencido en esa batalla dos días antes.

### Bando Aliado
Rebecque
El neerlandés Jean Victor de Constant Rebecque (1773-1850) era jefe del Estado Mayor del Ejército Real de los Países Bajos y exoficial de Napoleón. En un momento crítico del 16 de junio, antes de los enfrentamientos de la batalla de Quatre Bras, decidió desobedecer las órdenes de Wellington de retirarse del cruce estratégico de Quatre Bras que comunicaba a ambos ejércitos. De haber obedecido, la ocupación de este cruce por parte de las tropas francesas probablemente habría permitido el refuerzo de las fuerzas de Ney a las de Napoleón en Ligny, consiguiendo la derrota total de Blücher, como pretendía Napoleón.
Gneisenau
August Wilhem Anton Graf Neidhasrdt Gneisenau (1760-1832). Teniente general del ejército prusiano, tomó la crucial decisión de mantener a sus tropas en contacto con las tropas anglo-aliadas a pesar del fracaso de Ligny. A pesar de que nunca se fio de las intenciones de Wellington, decidió ser fiel a la idea de mantenerse unido con él.
Von Zieten
Wieprecht Hans Karl Friedrich Ernst Heinrich Graf von Zieten (1770-1848). General prusiano, mandó el primer cuerpo del Ejército de Prusia y se destacó durante las jornadas clave del 15 y del 18 de junio. Este último, contradiciendo las órdenes de Blücher, decidió apoyar el desmoronado flanco izquierdo de Wellington, contribuyendo mediante su intervención a la desbandada y desplome del ejército imperial.
Von Bülow
General Fiedrich Wilhelm Graf von Bülow (1755-1816). Fue, junto con sus hombres, y a pesar de contar con escasas fuerzas (dos brigadas alrededor de las 16:30 horas) el primer prusiano en ayudar a las tropas de Wellington durante el combate del 18 en Waterloo. A pesar de su carencia de efectivos a esa hora, se movilizó rápidamente, por orden de von Blücher, que había visto desde las colinas de Lasne las reservas francesas disponiendose a atacar a Wellington en su lado derecho, y atacó la derecha francesa con sus dos brigadas, impidiendo que el conde de Lobau, con sus dos divisiones más caballería, participara en el ataque contra el flanco izquierdo Anglo aliado, como estaba inicialmente planeado, puesto que Napoleon pudo confirmar por un prisionero prusiano alrededor de las 13:30 horas, después de observar masas de tropas a lo lejos en el este, que Bülow se aproxiamaba a atacarle.

### Bando francés
Grouchy
Emmanuel de Grouchy. Mariscal de campo que mandaba el ala derecha del Ejército francés. Recibió la orden de perseguir a los prusianos tras el combate en Ligny. Aunque terminó alcanzándolos la tarde del 18 de junio y los venció, su persecución privó a Napoleón de 30 000 soldados en la batalla de Waterloo. No logró evitar la unión de parte del ejército prusiano a las tropas de Wellington, objetivo principal que le había sido asignado. No hizo caso a las peticiones del general Gérard de marchar en dirección al ruido de los cañones que se oían desde el campo de batalla en Waterloo, ni le permitió separarse para apoyar a Napoleón con su cuerpo de ejército. Se puede decir que Grouchy fue un excelente general de caballería, pero que, dadas sus limitaciones estratégicas y tácticas, no estuvo a la altura en el mando del ala derecha del ejército. Ejecutó hábilmente una maniobra de retirada, evitando ser rodeado por los prusianos cuando supo del desastre de Waterloo, poniendo a salvo el ala derecha del ejército que volvió en buen orden a París.
Ney
Mariscal Michel Ney (1769-1815), el «bravo de los bravos», como se le conocía en el ejército. Lideró las fuerzas francesas en Quatre Bras y fue el jefe del ala izquierda del Ejército del Norte. Durante la batalla en Waterloo ordenó el ataque del I cuerpo, los sucesivos ataques de caballería y el ataque final de la Guardia. No se sabe con exactitud quien decidió los detalles tácticos de dichos ataques, pero se presume que él tuvo mucho que ver en cómo se llevaron a cabo. Estuvo muy cerca de lograr romper la línea aliada, y se dice que pudo haber hecho una mejor combinación entre caballería e infantería, y que si estos ataques pudieran haber sido más concentrados hacia un punto, la línea aliada habría sido rota. Por ejemplo, si hubiera dirigido el ataque final de la Guardia hacia el centro aliado, que era la sección más golpeada y hueca de su frente, en vez de hacia la derecha, que acababa de ser reforzada. Cuando la Haye Sainte cayó, pidió más tropas a Napoleón, pero este le replicó diciéndole que, a no ser que las fabricase, de dónde esperaba que las sacase, pues estaba muy ocupado atendiendo la batalla en Plancenoit contra los prusianos. Cuarenta y cinco minutos más tarde, cuando se envió a la Guardia, ya era tarde y el ataque falló. Ney murió fusilado en París, tras el regreso de Luis XVIII, por haberse unido a Napoleón cuando se dirigía a detenerlo, al comienzo de los Cien Días.

## Curiosidades

### Nombre de la batalla

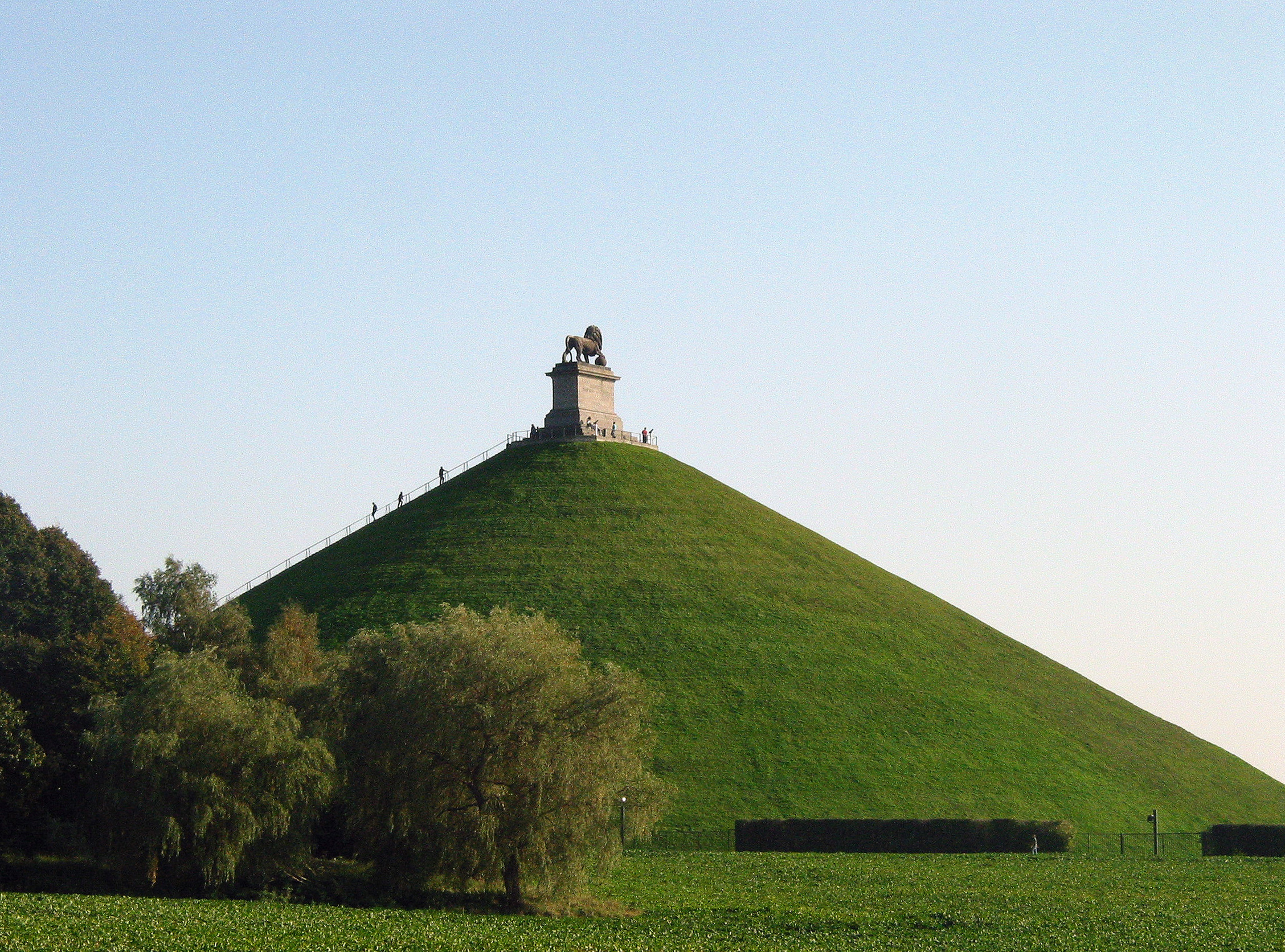
La Colina del León, monumento levantado en el campo de batalla de Waterloo.

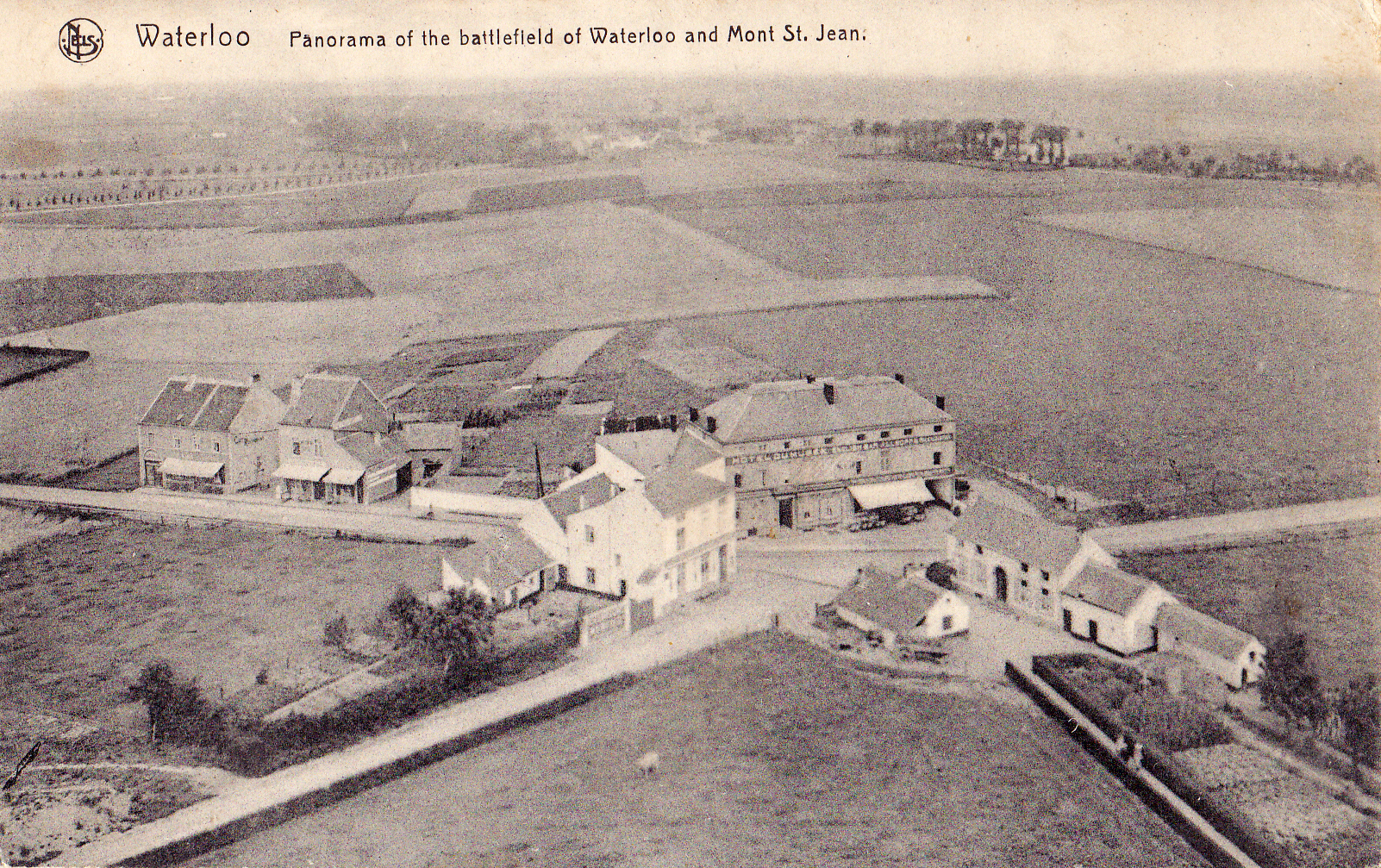
Vista de la aldea del León, desde la cumbre de la colina, en 1919. Al fondo, la granja de Mont St. Jean.

La batalla fue bautizada por el duque de Wellington. Tras la victoria, al encontrarse con el mariscal von Blücher en lo que había sido el centro de la línea francesa, recibió la sugerencia del prusiano de darle el nombre de dicho sitio, La Belle Alliance, pero el duque insistió en mantener su propia tradición: las batallas debían llevar el nombre del lugar de su cuartel general, que era la localidad Waterloo. Los franceses utilizaron en un principio el apelativo de Mont Saint Jean para referirse a la batalla. Finalmente, el hecho de que Waterloo fuese un nombre más corto y fácil de entender para los anglosajones, junto con la hegemonía política británica posterior, determinó que ese fuera el nombre con el que ha pasado a la posteridad, aun cuando las primeras referencias a la batalla en los diarios londinenses se refirieron a la misma como la batalla de La Belle Alliance.